# Monumenti di Verona
Con monumenti di Verona si intende un vasto numero di beni culturali rilevanti dal punto di vista architettonico, archeologico, storico e artistico che caratterizzano la città scaligera. Proprio per la ricchezza dei suoi monumenti e l'evoluzione urbanistica sviluppatasi senza soluzione di continuità nel corso dei secoli, nel 2000 l'UNESCO ha dichiarato la città patrimonio mondiale dell'umanità.

## Architetture religiose

### Chiese

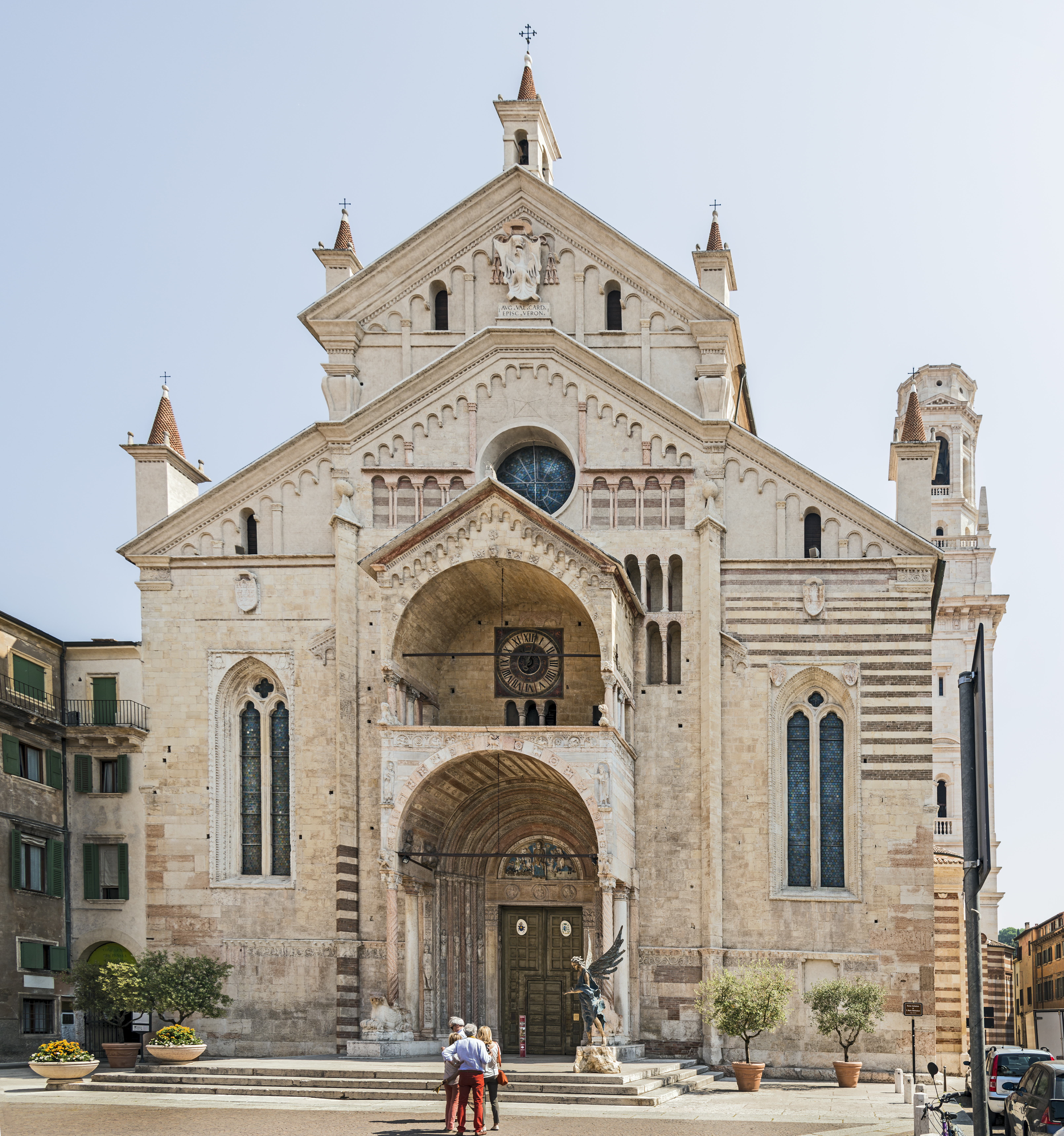
Duomo di Verona

Duomo di VeronaQuello della cattedrale, meglio conosciuta come Duomo di Verona, è un complesso di edifici composto dalla chiesa principale, dedicata a Santa Maria Assunta, dalla chiesa di San Giovanni in Fonte, anticamente un battistero, dalla chiesa di Sant'Elena, e dalla biblioteca capitolare, una delle più antiche biblioteche del mondo e tra le più importanti nel suo genere in Europa. Dove oggi sorge il Duomo, in epoca romana trovavano posto probabilmente le terme pubbliche e un tempio dedicato a Minerva. La prima basilica venne costruita nell'area oggi occupata dalla chiesa di Sant'Elena, tuttavia già intorno alla metà del V secolo, viste le sue dimensioni ridotte, si dovette realizzare un secondo edificio chiesastico di maggiori dimensioni, mentre le parti non demolite del più antico edificio furono utilizzate per diverse funzioni. Quest'ultima però crollò verso la fine dell'VIII secolo a causa di un incendio, per cui di queste due prime chiese paleocristiane sopravvivono ancora ampi resti di pavimento a mosaico sotto la chiesa di Sant'Elena e nel chiostro canonicale. Tra la fine dell'VIII secolo e l'inizio del IX venne così edificata la nuova Cattedrale dedicata a Santa Maria Matricolare, proprio sull'area in cui sorge ancora oggi, lavori che furono pianificati e iniziati dal vescovo Annone e conclusi da un suo successore, Ratoldo. Il disastroso terremoto del 1117 tuttavia la danneggiò gravemente, venne quindi ampliata e pesantemente restaurata nei due decenni successivi, acquisendo l'aspetto romanico definitivo, anche se nel corso dei secoli fu oggetto di diversi interventi di ammodernamento che in parte ne hanno modificato la morfologia, in particolare in età bassomedievale e rinascimentale.

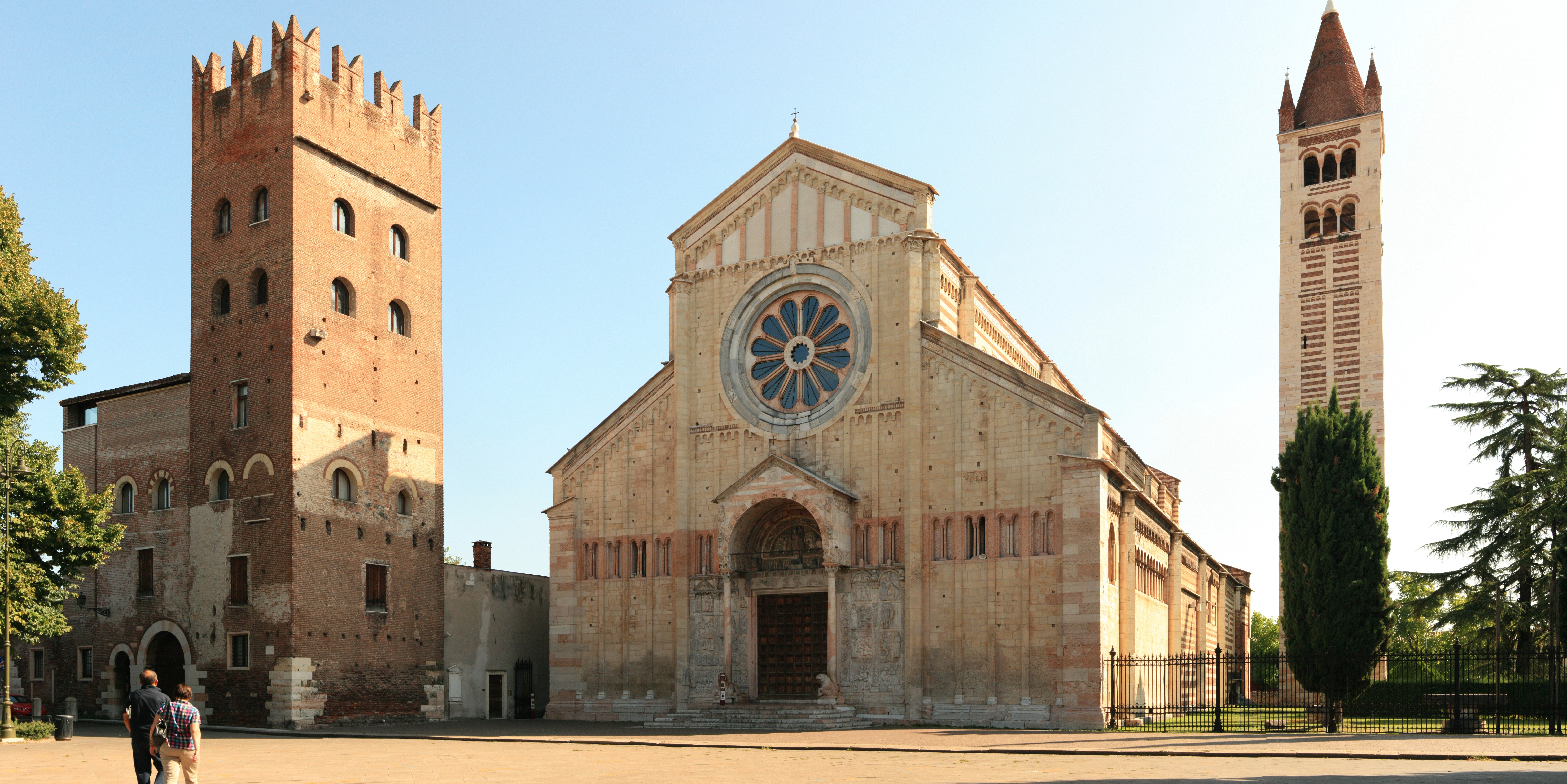
Basilica di San Zeno

Basilica di San ZenoLa basilica di San Zeno, affacciata nella stessa piazza su cui sorgono la torre abbaziale di San Zeno e la chiesa di San Procolo, è uno dei capolavori dell'architettura romanica in Italia. Il luogo in cui poi sarebbe sorta la basilica era in origine un'area cimiteriale romana e paleocristiana vicina alla via Gallica, dove venne sepolto anche il vescovo di Verona Zeno, patrono della città, e su cui sorsero una chiesa e un coenobium. L'edificio venne riedificato all'inizio del IX secolo per volere del vescovo Ratoldo e del re d'Italia Pipino, che giudicarono sconveniente che il corpo del santo patrono riposasse in una povera chiesa, quindi, con il contributo dell'arcidiacono Pacifico, venne costruita una nuova basilica in cui traslare il corpo del Santo, conclusa e consacrata nel 806. L'edificio subì diverse ricostruzioni a causa delle invasioni degli Ungari e del terremoto del 1117, quindi il suo aspetto finale in romanico lombardo deriva da importanti lavori portati avanti nel corso dei secoli, mantenendo comunque sostanzialmente inalterato l'impianto medievale. La chiesa ospita diverse opere d'arte, tra cui un capolavoro di Andrea Mantegna, la pala di San Zeno, il celebre portale con le formelle bronzee e il grande rosone della facciata, chiamato "Ruota della Fortuna", opera del lapicida Brioloto de Balneo.

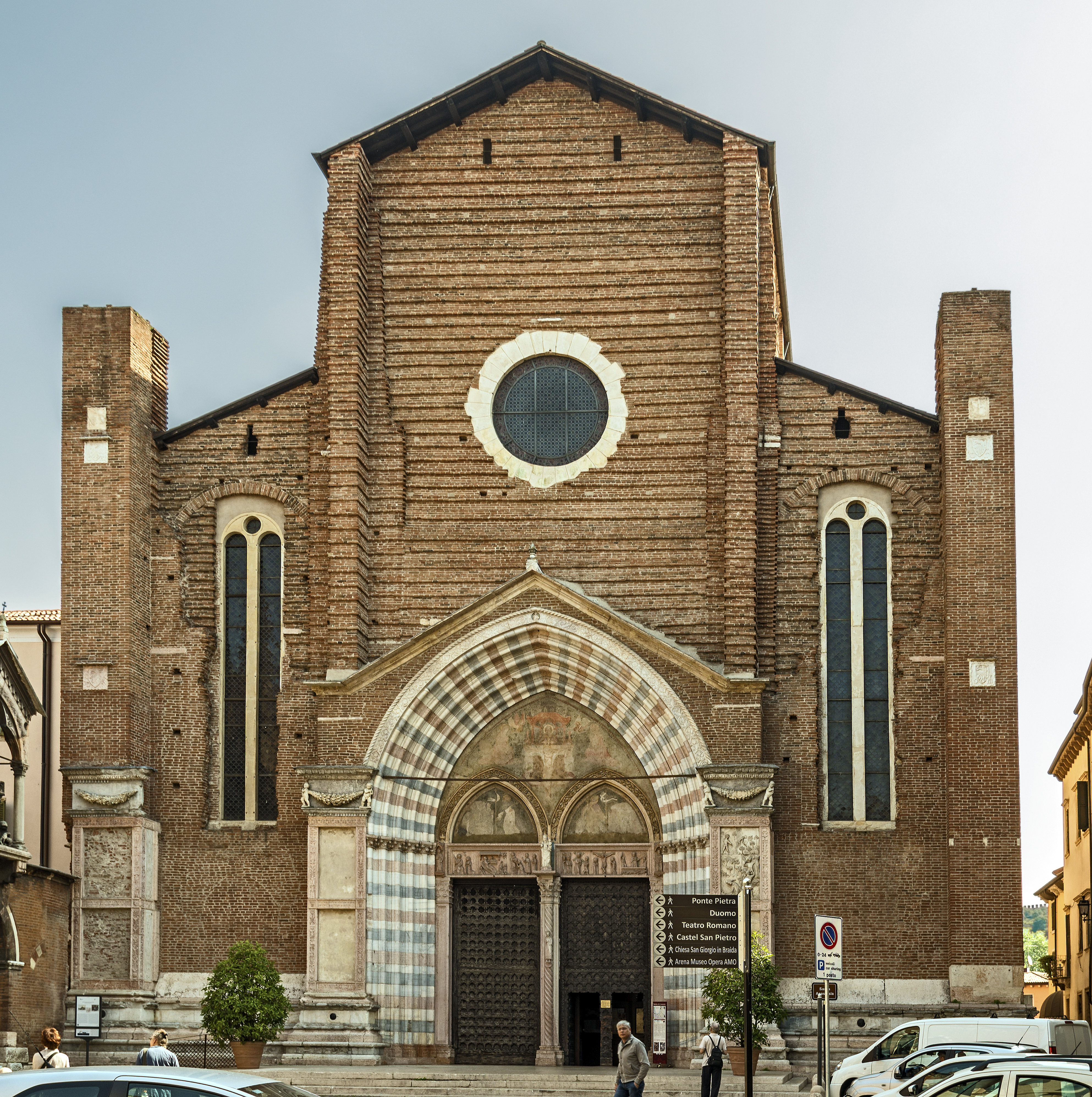
Basilica di Santa Anastasia

Basilica di Santa AnastasiaLa basilica di Santa Anastasia, che conserva il nome di una chiesetta preesistente di epoca longobarda dedicata alla martire del IV secolo Anastasia di Sirmio, è un magistrale esempio di architettura gotica italiana. L'edificio sorge nel tratto terminale dell'antico decumano massimo, la principale strada romana di Verona prosecuzione della via Postumia, a fianco della più piccola e sconsacrata chiesa di San Pietro Martire. Sul finire del XIII secolo vi si insediò l'ordine dei domenicani, a cui si deve la costruzione della basilica gotica, anche questa dedicata a San Pietro martire, un domenicano originario di Verona e patrono della città insieme a San Zeno. Un grande contributo alla realizzazione della chiesa si deve alla famiglia dei Della Scala, Signori di Verona, grazie alle generose donazioni e lasciti testamentari che finanziarono il lungo cantiere. I lavori proseguirono fino alla fine del XVI secolo, non arrivando mai a completare la facciata. Nel transetto destro della chiesa si trova la cappella Pellegrini, celebre perché contiene quello che è considerato il capolavoro di Pisanello, il San Giorgio e la principessa, affrescato sulla parete esterna sopra l'arco di accesso.

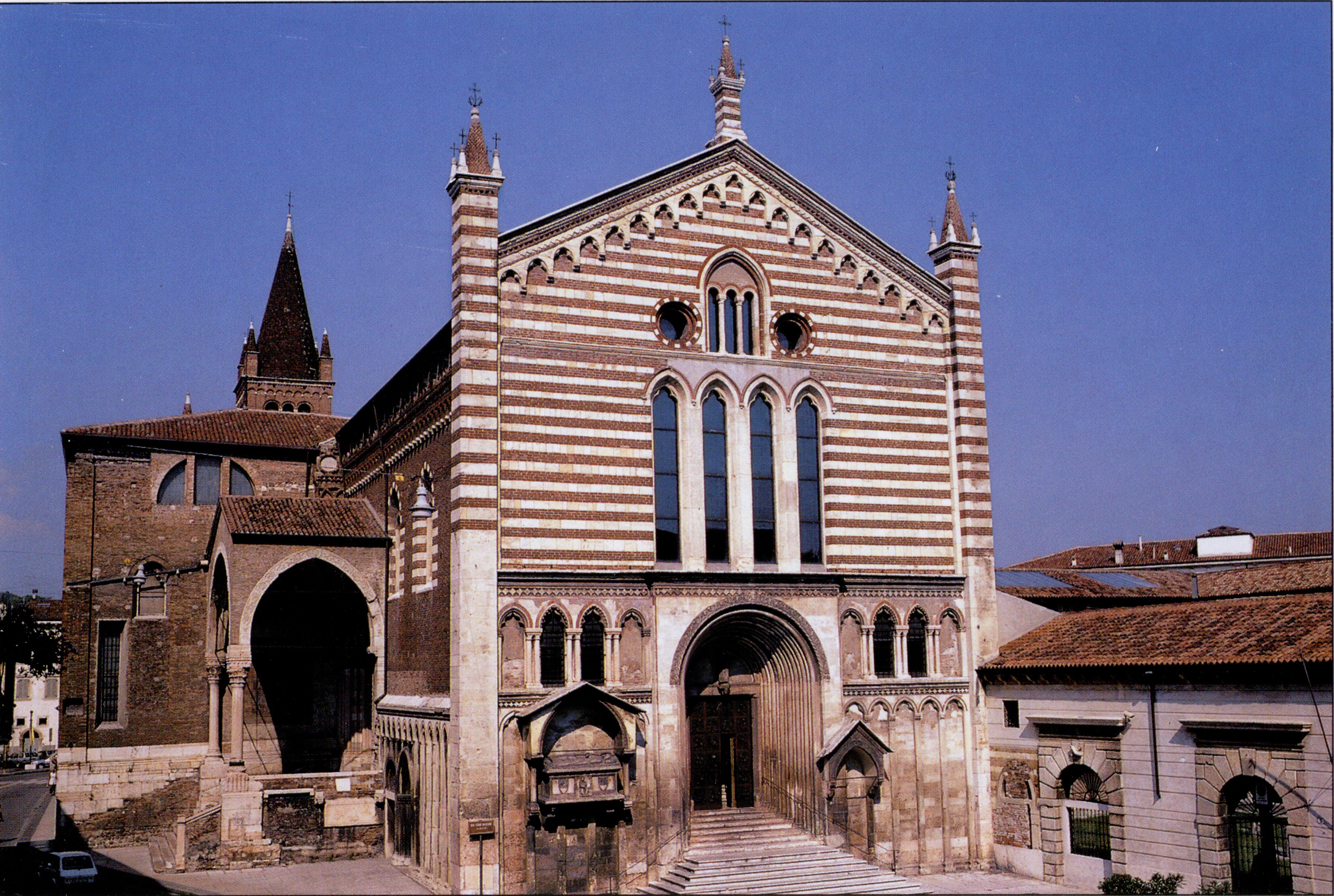
Chiesa di San Fermo

Chiesa di San FermoLa chiesa di San Fermo Maggiore è una delle costruzioni religiose più originali di Verona, composta da due chiese costruite in periodi differenti, connesse e sovrapposte l'una all'altra. La parte inferiore dell'edificio chiesastico venne costruita principalmente tra XI e XII secolo in stile romanico, cui seguirono però importanti lavori nel XIV secolo, durante i quali venne realizzata la chiesa superiore e si riuscì a fondere armoniosamente lo stile precedente con quello tipico dell'architettura gotica. Questo episodio gotico costituisce un caso singolare nel panorama cittadino, sia per la presenza di guglie e pinnacoli che vogliono evidentemente rimandare all'architettura francese, che per la presenza di una copertura fuori dal comune, composta da due falde su cui si aggrappa una struttura lignea che assume l'aspetto di una carena di nave capovolta a causa della presenza di una serie di mensole alternate a semivolte, sovrapposte le une alle altre. Il complesso, situato in prossimità di ponte Navi, venne realizzato in luogo di una precedente, a sua volta costruita dove tradizione vuole che, nel 304, subirono il martirio i Santi Fermo e Rustico.
Altre chiese
Tra le altre chiese di particolare rilevanza di Verona si ricordano:
- Chiesa di San Bernardino, edificio risalente al XV secolo che fa parte di un convento francescano. In particolare, occupa un posto fondamentale nella storia dell'architettura italiana la cappella Pellegrini, progettata dal famoso architetto veronese Michele Sanmicheli nel XVI secolo;[17]
- Chiesa di Sant'Eufemia, la cui fondazione si deve agli Scaligeri.[18] Nei vasti spazi interni sono conservate pregevoli opere di diversi pittori della scuola veronese, tra cui: Giovan Francesco Caroto, Francesco Torbido, il Moretto, Dionisio Battaglia, Battista del Moro, Paolo Farinati, Jacopo Ligozzi, Bernardino India, Domenico e Felice Brusasorzi;[19]
- Chiesa di San Giorgio in Braida, edificio rinascimentale ammirato da Scipione Maffei e Goethe per le numerose opere d'arte qui custodite, in particolare il Battesimo di Cristo del Tintoretto collocato sopra la porta maggiore, le due enormi tele collocate presso il presbiterio, ovvero la Moltiplicazione dei pani e La manna nel deserto rispettivamente di Paolo Farinati e Domenico Brusasorzi, e il Martirio di San Giorgio, opera del 1564 di Paolo Veronese, appeso nel catino absidale;[20]
- Chiesa di San Giovanni in Foro è un edificio chiesastico che, come lascia intuire il nome, confinava direttamente con il Foro di Verona, e per lo stesso motivo in passato ebbe anche il titolo di basilica. All'esterno si trovano un trittico marmoreo con l'iscrizione che ricorda l'incendio che nel 1172 fece gravi danni all'abitato e distrusse la chiesa, oltre ad un piccolo capolavoro del Rinascimento, il portale d'ingresso scolpito da Gerolamo Giolfino e con la nicchia affrescata da Nicola Giolfino;[21]
- Chiesa di San Giovanni in Valle, che sorse sul luogo di una necropoli pagana e di un tempio romano,[22] è una delle più antiche chiese di Verona e capolavori del romanico maturo veronese.[23] Nella cripta, accanto all'altare maggiore, sono custoditi due sarcofaghi di grande valore: uno risalente al IV secolo presenta una scultura a bassorilievo su tre lati a due ordini sovrapposti con narrate storie dei Vecchio e Nuovo Testamento, e l'altro, del II o III secolo, è un sarcofago strigilato di epoca pagana con raffigurati al centro due coniugi in una conchiglia, sovrastanti una scena rurale e con ai lati due figure di filosofi trasformate successivamente in santi cristiani;[24]
- Chiesa di San Lorenzo, che sorse nel V secolo tra la via Postumia e l'Adige, perfettamente orientata secondo l'andamento stradale della Verona romana, anche se subì grandi trasformazioni del XII secolo, a seguito del disastroso terremoto che colpì Verona. La facciata è caratterizzata da due grandi torri scalari circolari poste ai lati di un protiro pensile: queste, raro esempio di architettura normanna nel nord Italia, consentivano l'accesso alle ampie tribune poste sopra le navate laterali;[25][26]
- Chiesa di Santa Maria Antica, consacrata nel 1185 dal patriarca d'Aquileia, fu la cappella privata degli Scaligeri, Signori di Verona, i quali costruirono a lato le Arche Scaligere, ovvero il cimitero di famiglia.[27] La porta d'ingresso è sovrastata dall'arca e dalla statua di Cangrande I della Scala,[27] governante illuminato e rispettato, con cui la città riscoprì un nuovo periodo di splendore e importanza, tanto che Dante dedicò a lui l'intera cantica del Paradiso nella Divina Commedia;[28]
- Chiesa di Santa Maria in Organo, caratterizzata da una maestosa facciata incompiuta: la parte inferiore in marmo bianco è opera del famoso architetto rinascimentale Michele Sanmicheli, mentre la parte superiore in filari di cotto e tufo presenta ancora il suo antico aspetto romanico-gotico. Particolarmente raffinate gli intarsi presenti nel coro ligneo e sugli armadi della sagrestia, realizzati tra la fine del XV e gli inizi del XVI secolo da Fra Giovanni da Verona, dove sono raffigurati paesaggi urbani, allegorie, nature morte e vari oggetti;[29]
- Chiesa dei Santi Nazaro e Celso, edificio realizzato in un misto di stile gotico e architettura rinascimentale. Nella chiesa si trova la cappella di San Biagio, completata nel 1508 per ospitare le reliquie dei martiri San Biagio e Santa Giuliana, la quale ospita i capolavori di alcuni tra i più importanti pittori veronesi del Cinquecento, in particolare Giovanni Maria Falconetto, Bartolomeo Montagna e Girolamo dai Libri;[30]
- Chiesa dei Santi Siro e Libera, una piccola chiesetta fondata nel X secolo tra i ruderi dell'antico teatro romano di Verona. L'edificio ha subito alcune trasformazioni nel corso del XIV secolo, quando vennero aggiunte le cappelle laterali e realizzato il coro, mentre la scalinata a due rami per l'accesso all'edificio venne costruita a cavallo tra XVII e XVIII secolo;[31]
- Chiesa di Santo Stefano, edificio chiesastico di origini antichissime, infatti, nonostante alcuni rimaneggiamenti avvenuti nel corso dei secoli, parte della struttura rimane quella edificata intorno al V secolo, rendendola un esempio quasi unico di architettura paleocristiana a Verona.[32] All'interno si trova anche la cappella Varalli, uno dei più floridi esempi di architettura barocca nel territorio veronese;[33]
- Chiesa delle Sante Teuteria e Tosca, in parte incorporata nella chiesa dei Santi Apostoli, è un sacello a croce greca che risale al V secolo: ciò la rende la chiesa più antica del Veneto. Essa venne realizzata a lato della via Postumia, probabilmente in prossimità del cimitero cristiano in cui erano state sepolte le due Sante;[34]
- Chiesa di San Tomaso Cantuariense, che custodisce numerose opere d'arte che vennero realizzate da celebri pittori di scuola veronese, tra cui tele di Paolo Farinati, Girolamo dai Libri, Alessandro Turchi e Antonio Balestra. All'interno è presente anche uno storico organo a canne barocco che fu suonato dal giovane Wolfgang Amadeus Mozart il 7 gennaio 1770, durante uno dei suoi viaggi in Italia, e che lasciò incise con un coltellino le sue iniziali sulla cassa, tuttora visibili;[35]
- Chiesa di San Zeno in Oratorio, piccola chiesa romanica conosciuta anche col nome di San Zeno Oratore, in quanto tradizione vuole che fosse un rifugio in cui il patrono San Zeno si sarebbe ritirato a pregare. Qui si trova il sasso usato da Zeno per sedersi mentre pescava vicino nel vicino fiume Adige, simbolo della sobrietà della sua vita e del suo mandato di pescatore di anime.[36]

### Cimiteri

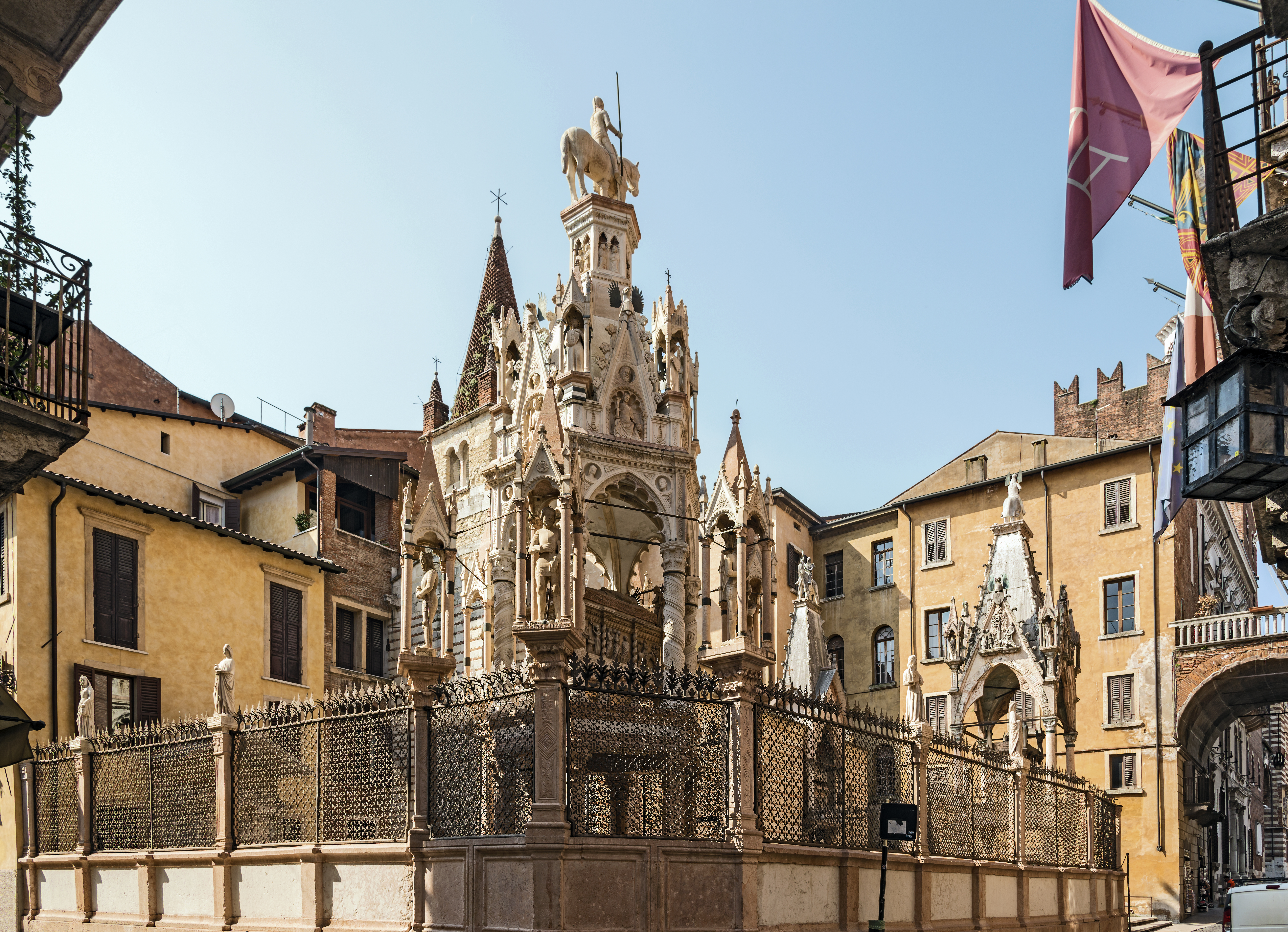
Arche scaligere

Arche scaligereLe arche scaligere, situate a lato della chiesa di Santa Maria Antica, a pochi passi dalla piazza dei Signori, sono uno scenografico e monumentale complesso funerario della famiglia degli Scaligeri, destinate a contenere le spoglie di alcuni illustri rappresentanti della casata, tra cui quella del più noto Signore di Verona, Cangrande I della Scala, a cui Dante Alighieri dedica il Paradiso. Si tratta di un capolavoro dell'arte gotica, incredibile fusione tra scultura e architettura, tanto che lo storico francese Georges Duby, nel suo L'Europa del medioevo, ha definito le arche scaligere «uno dei più insigni e significativi monumenti dell'arte gotica». Il sepolcro degli Scaligeri è formato da tre arche principali a baldacchino, quelle di Mastino II e di Cansignorio della Scala, oltre che del già citato Cangrande I della Scala, ma si trovano anche le tombe di sei membri della dinastia: Mastino I, Alberto I, Bartolomeo, Alboino, Giovanni e Cangrande II della Scala.

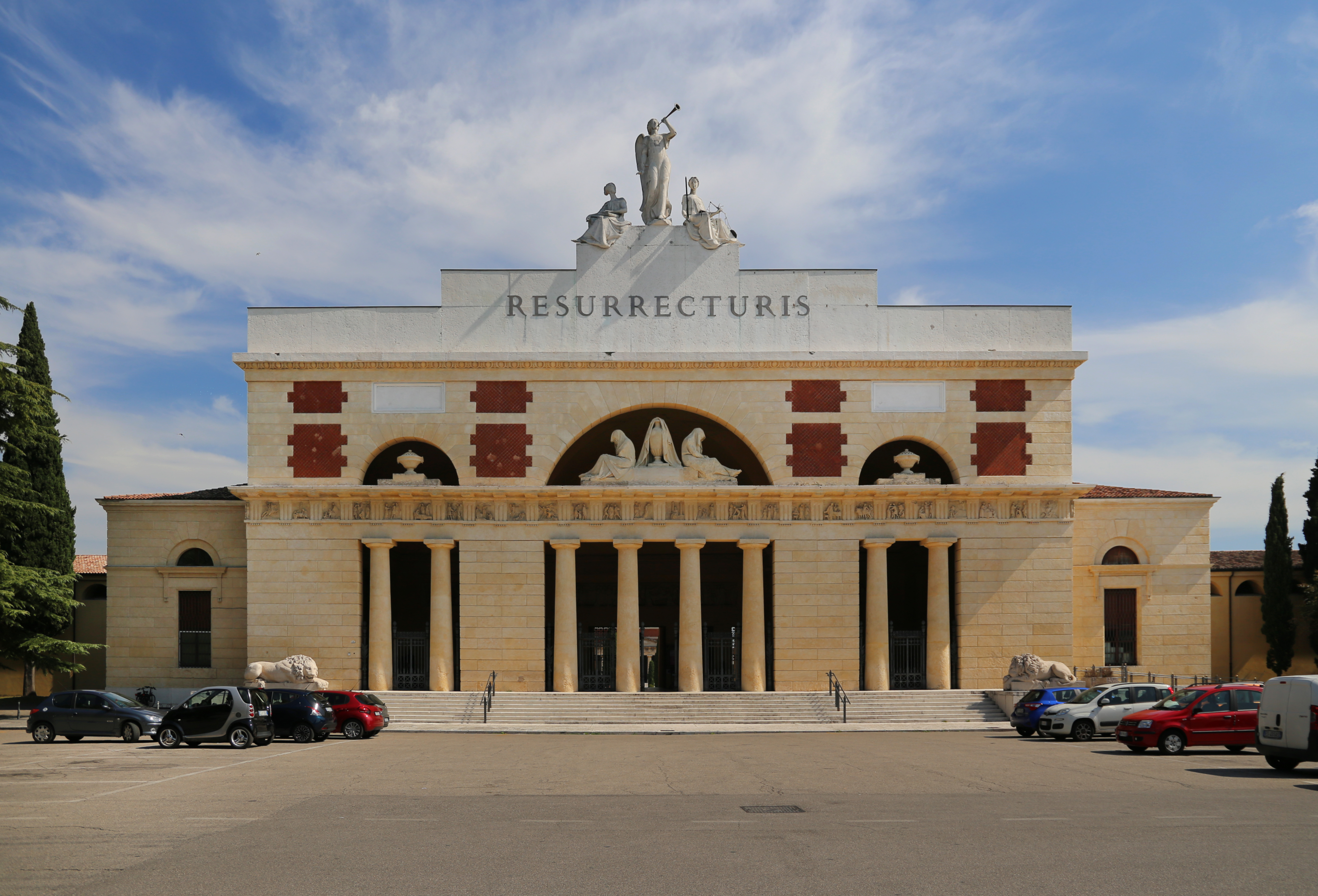
Cimitero monumentale

Cimitero monumentaleIl cimitero monumentale di Verona è il camposanto principale della città, caratterizzato da un sobrio stile neoclassico e da una facciata principale decorata da sculture che si ispirano allo stile canoviano. La sua costruzione si rese necessaria a seguito delle leggi napoleoniche che prevedevano che le aree cimiteriali fossero edificate al di fuori delle mura cittadine, nel 1828 venne quindi incaricato l'architetto Giuseppe Barbieri di realizzare il nuovo sepolcreto nei pressi di porta Vittoria. Il complesso, nonostante le dimensioni generose, si esaurì velocemente, quindi vennero realizzate nuove aggiunte negli anni dieci e trenta del XX secolo. All'interno sono ospitate circa duecento tombe monumentali, adornate da sculture di artisti tra cui alcune di Giovanni Dupré, Ettore Ferrari, Luigi Ferrari, oltre a numerosi scultori e architetti locali, come Ugo Zannoni e Ettore Fagiuoli. Tra le sepolture famose si possono ricordare quelle dell'artista futurista Umberto Boccioni, dello scrittore Emilio Salgari e dell'architetto rinascimentale Michele Sanmicheli.

### Sinagoghe
Sinagoga di VeronaLa sinagoga di Verona si trova nel cuore di quello che per molti secoli fu il ghetto ebraico di Verona, a pochi passi da via Mazzini. La costruzione dell'edificio iniziò nella seconda metà del XIX secolo e venne terminato con un linguaggio compositivo moderno scelto dall'architetto veronese Ettore Fagiuoli nella prima metà del secolo successivo: essendo stato realizzato in un momento di emancipazione ed equiparazione sociale degli ebrei, il luogo di culto è chiaramente identificabile dall'esterno grazie alla facciata monumentale, con il portale d'ingresso incastonato in una sorta di grande arco trionfale marmoreo decorato da sei riquadri a bassorilievo con simboli ebraici e sormontato dalla Tavole della Legge. Si tratta di una più grandi sinagoghe del nord Italia, potendo ospitare all'incirca di un migliaio di persone.

## Architetture civili

### Palazzi

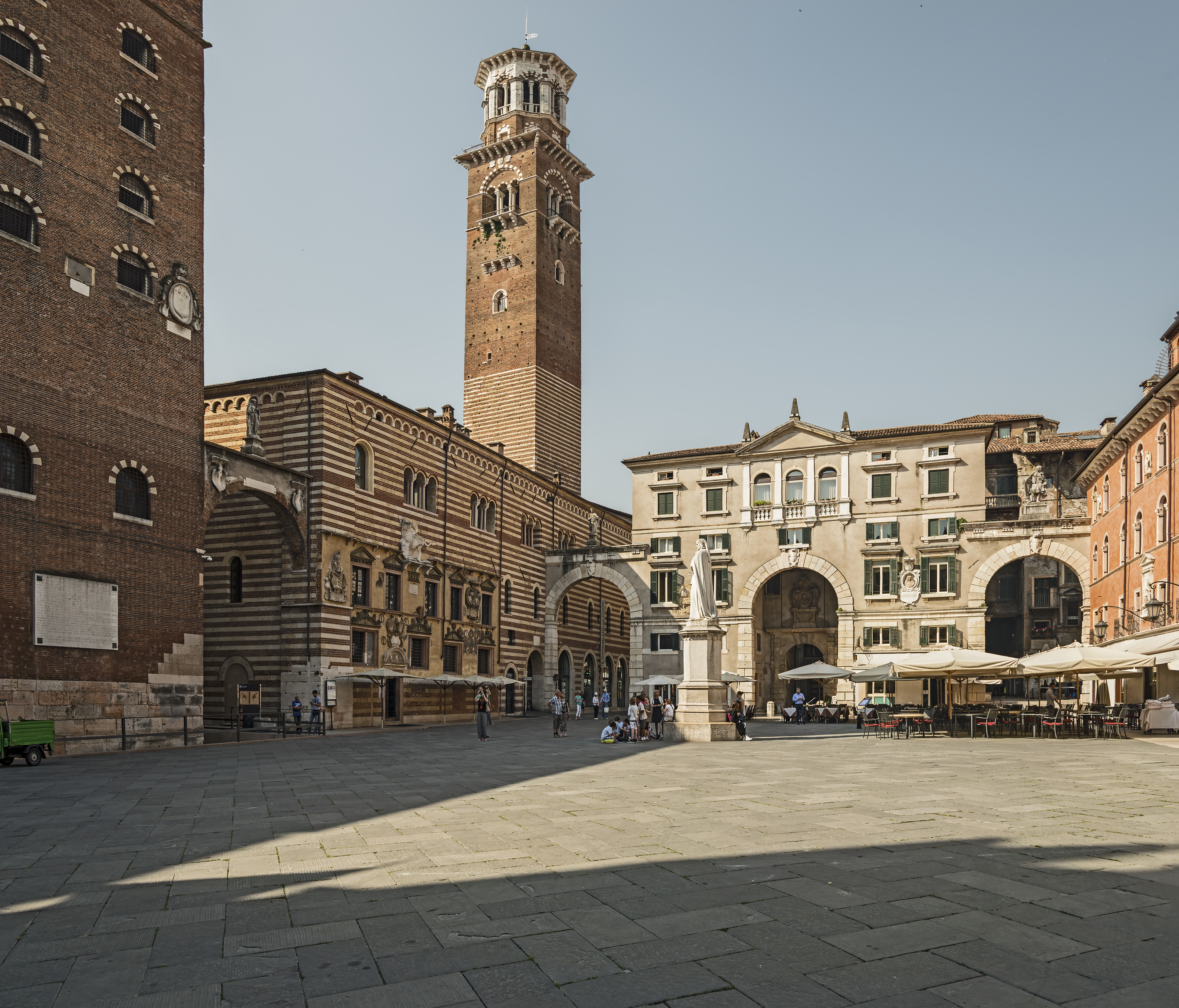
Palazzo della Ragione

Palazzo della RagioneIl palazzo della Ragione, così chiamato in quanto durante il governo della Serenissima ospitava il tribunale, è un grande complesso a corte centrale situato a cavallo tra piazza delle Erbe e piazza dei Signori, costruito sul finire del XII secolo per accogliere le nuove magistrature del Comune. Cuore del potere politico prima, e giudiziario poi, nel corso dei secoli subì alcune trasformazioni per ospitare il Collegio dei Notai, il Dazio della Seta, la Camera Fiscale, la Cassa di Risparmio, la Pretura e la Corte D'Assise. L'ambiente più prestigioso è la cappella dei Notai, realizzata tra il 1408 e il 1419 su incarico del Collegio dei Notai, che la dedicò ai santi Zeno e Daniele. L'ambiente è composto da quattro sale comunicanti coperte con volte a vela e ospita uno dei più importanti complessi decorativi realizzati su commissione pubblica a Verona, eseguiti nel XVIII secolo dai pittori veronesi Alessandro Marchesini, Giambattista Bellotti, Sante Prunati e dal francese Louis Dorigny. Del complesso edilizio fanno parte anche la torre dei Lamberti, edificata nel 1172 e sopraelevata varie volte fino a diventare la torre più alta della città, e la scala della Ragione, pregevole architettura tardogotica costruita in marmo rosso veronese. A seguito dello spostamento del tribunale, l'edificio è stato restaurato su progetto di Tobia Scarpa all'inizio del XXI secolo, diventando sede permanente della Galleria d'arte moderna Achille Forti, che espone opere moderne italiane di artisti quali Giacomo Balla, Umberto Boccioni e Francesco Hayez.

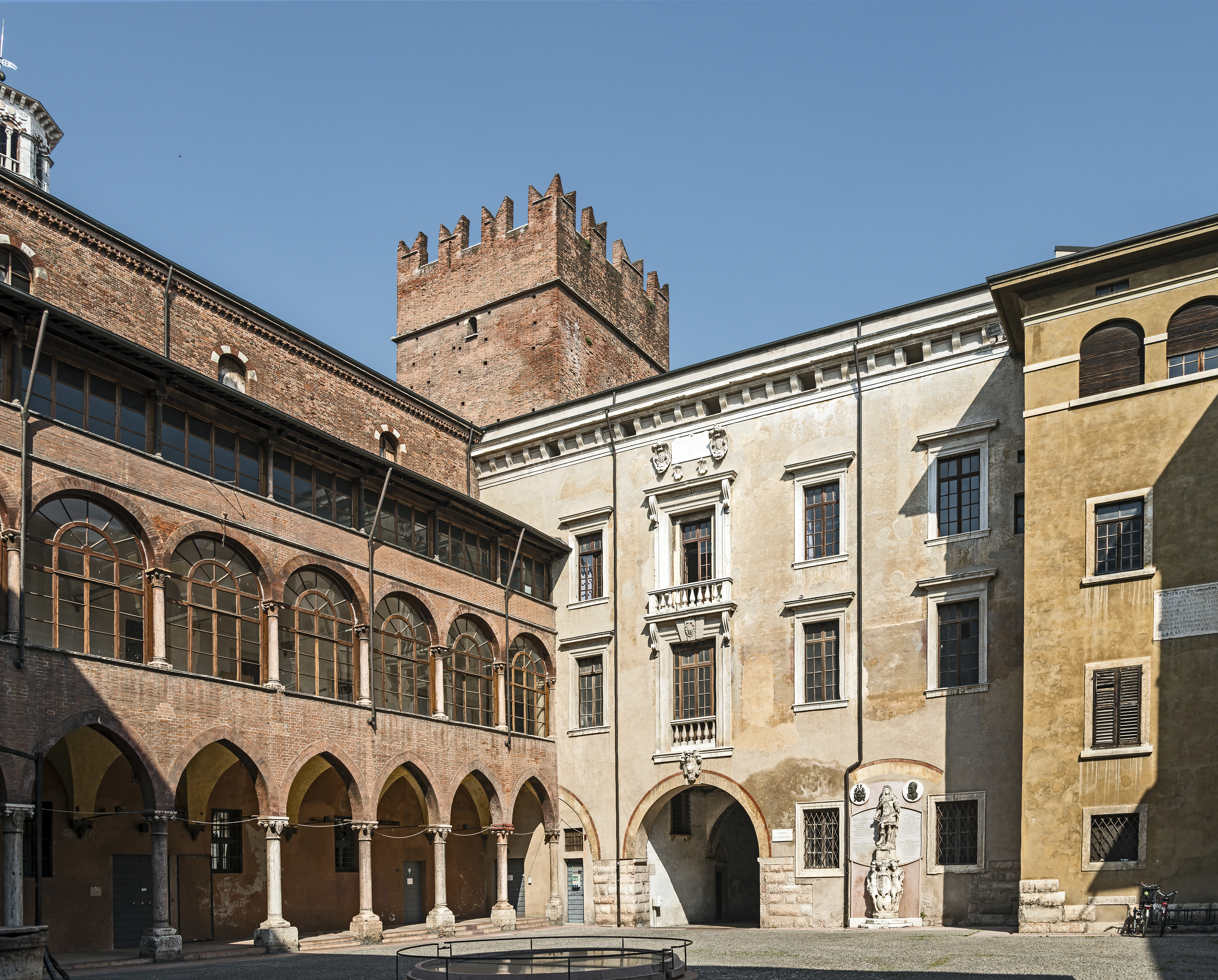
Palazzo del Capitanio

Palazzo del CapitanioIl palazzo del Capitanio è un grande edificio a corte centrale che si affaccia su piazza dei Signori, così chiamato in quanto in epoca veneziana vi si insediò il Capitano, ovvero il rettore della città. In origine il palazzo, fatto costruire da Cansignorio della Scala nel XIV secolo, era un edificio fortificato dall'aspetto austero, caratterizzato da tre imponenti torri che lo facevano apparire quasi un castello; di questo palazzo medievale sopravvive intatta solo una delle torri, mentre il resto dell'edificio ha subito alcune trasformazione nel corso del XVI secolo, per cui l'aspetto odierno appare in parte gotico e in parte rinascimentale. Di particolare interesse artistico sono il portale d'ingresso al cortile dell'edificio, probabile opera dell'architetto Michele Sanmicheli, e il portale barocco detto dei Bombardieri, in quanto in passato dal cortile del palazzo dava accesso alla sede del corpo cittadino d'artiglieria. Nel palazzo è presente il Centro internazionale di fotografia Scavi Scaligeri, uno spazio espositivo sotterraneo che è stato realizzato all'interno di un sito archeologico venuto alla luce tra il 1981 ed il 1983: il museo permette quindi di vedere reperti romani, longobardi e medievali e contemporaneamente visitare le mostre di fotografi internazionali.

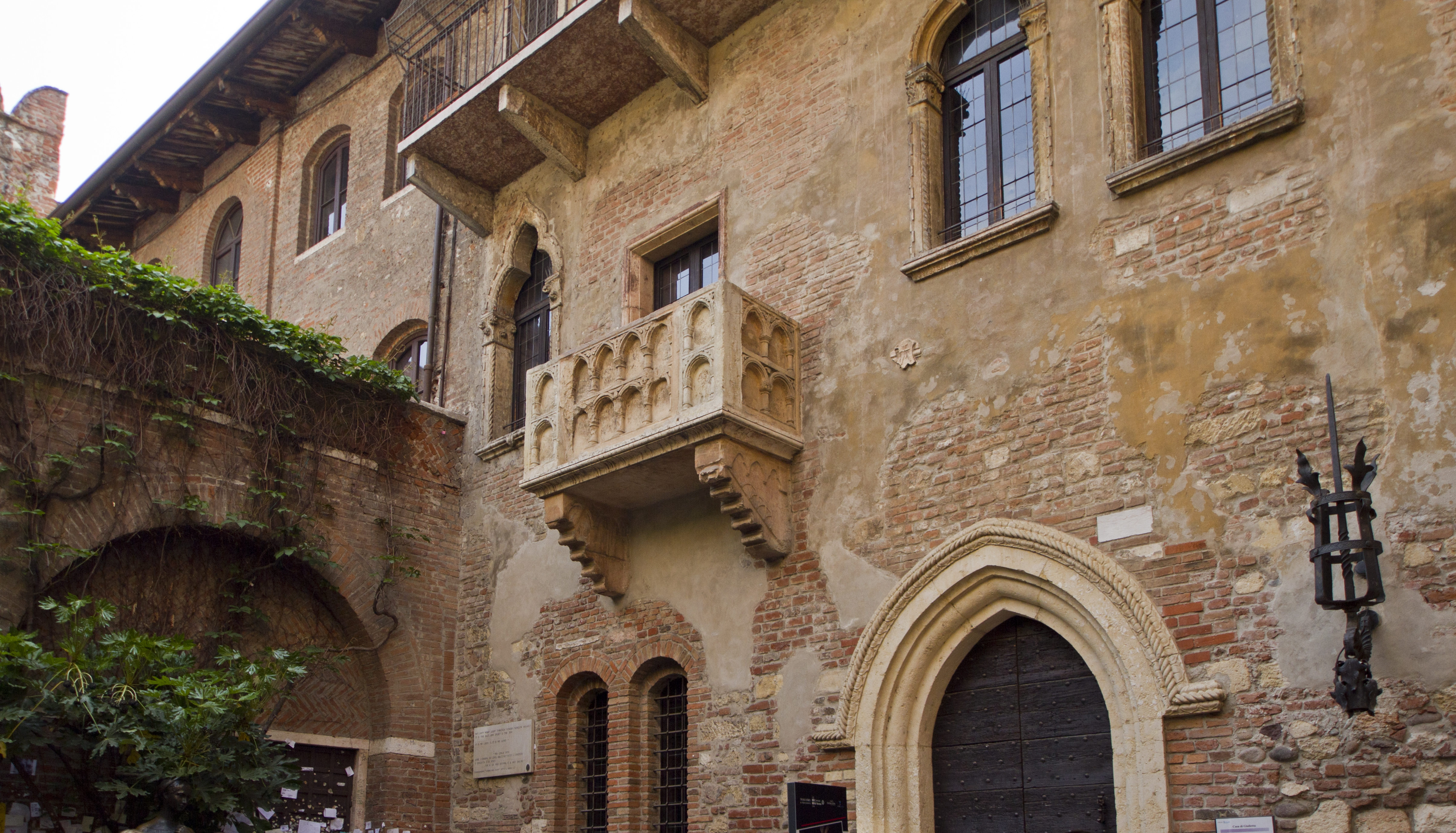
Casa di Giulietta

Casa di GiuliettaCasa Capuleti, a lungo proprietà della nobile famiglia Dal Cappello, di cui è visibile lo stemma nell'arco d'ingresso rivolto verso il cortile, è un edificio residenziale medievale edificato nel XII secolo in via Cappello. L'accostamento Cappello-Capuleti ha portato a credere che questa fosse la vera casa di Giulietta, protagonista della nota tragedia del drammaturgo e poeta inglese William Shakespeare, e in funzione di questo è stata restaurata nel 1935 dal direttore dei musei civici veronesi Antonio Avena: i lavori hanno portato alla sostituzione del balcone precedente con uno più suggestivo in marmo, oltre che alla modifica di alcune porte e finestre. I lavori all'interno della casa hanno rispettato la struttura degli spazi medievali, come la balaustra che consente la comunicazione tra le diverse stanze della casa, e come la sala principale al primo piano, che in passato poteva essere utilizzata indifferentemente per il soggiorno e per la notte. Le decorazioni pittoriche invece, pur riproponendo temi ricorrenti per l'epoca di costruzione dell'edificio, sono stati prodotti ex novo. Nel cortile si trova la statua bronzea di Giulietta, opera dello scultore Nereo Costantini.

Gran Guardia

Gran GuardiaIl palazzo della Gran Guardia è un monumentale complesso che si affaccia su piazza Bra, a breve distanza da palazzo Barbieri e dall'Arena di Verona. I lavori di costruzione partirono all'inizio del XVII secolo su progetto dell'architetto Domenico Curtoni: inizialmente prevedeva una destinazione d'uso a edificio d'armi, con un vasto porticato utilizzabile per passare in rivista le truppe e un piano nobile che avrebbe accolto l'accademia militare. I lavori però si interruppero e ripresero solo nel 1820, quando l'architetto Giuseppe Barbieri prese in mano il progetto di Curtoni e portò a conclusione i lavori precedentemente iniziati. Il disegno dell'edificio è stato influenzato sia da quello dal prospiciente anfiteatro romano, in particolare per il susseguirsi di ampie arcate al piano terreno, che dall'architettura del famoso architetto rinascimentale Michele Sanmicheli, in particolare la suddivisione in due piani richiama il vicino palazzo degli Honorij mentre i timpani delle finestre superiori sono simili a quelli di palazzo Bevilacqua, situato in corso Cavour. L'edificio è stato restaurato e ampliato alla fine del XX secolo per poter ospitare un moderno e accessibile centro per congressi ed esposizioni su più livelli.
Altri palazzi
Tra gli altri palazzi di particolare rilevanza di Verona si ricordano:
- Case Mazzanti, che sono una serie di edifici residenziali a schiera che si affacciano su piazza Erbe. Sono tra gli edifici più antichi della città oltre che l'esempio meglio conservato della diffusa consuetudine rinascimentale di affrescare le pareti delle abitazioni cittadine, che valse a Verona il soprannome di Urbs Picta. Nel pittoresco vicolo retrostante ci furono nel 1797 i primi tafferugli che diedero avvio alla rivolta delle Pasque veronesi contro gli occupanti francesi;[46]
- Domus Mercatorum, si tratta di un edificio medievale che si affaccia su piazza Erbe, voluto da Alberto I della Scala, Signore di Verona, come sede della Corporazione delle arti e dei mestieri, quindi qui si poteva commerciare e discutere dei vari aspetti della vita economica cittadina;[47]
- Loggia del Consiglio, uno dei più importanti esempi di architettura rinascimentale a Verona. Essa venne commissionata dai maggiorenti del Comune per le sedute del Patrio Consiglio, espressione dell'autonomia comunale in periodo veneziano. L'edificio, situato in piazza dei Signori di fianco ad altri edifici di rappresentanza (palazzo del Capitanio e palazzo del Podestà, che invece ospitavano due governatori veneziani) è stato a lungo attribuito a Giovanni Giocondo, da cui il secondo nome di "loggia di Fra' Giocondo";[48]
- Palazzo Barbieri, che ospita l'amministrazione comunale, è un imponente edificio neoclassico progettato da Giuseppe Barbieri e realizzato tra il 1836 ed il 1848, quando Verona era parte del Regno Lombardo-Veneto, alle dirette dipendenze dell'Impero austriaco, e il complesso svolgeva il compito di sede del Corpo della Guardia Civica. La Sala degli Arazzi ospita due enormi tele del XVI secolo, una uscita dalla bottega di Paolo Veronese e attribuita ai due fratelli, e una seconda di Paolo Farinati che rappresenta la vittoria dei veronesi sulle truppe Federico Barbarossa;[49]
- Palazzo Bevilacqua, edificio rinascimentale progettato dal famoso architetto Michele Sanmicheli ma mai completato, come dimostra la posizione asimmetrica del portale sulla facciata. Il piano nobile del palazzo è racchiuso tra una balconata continua e un ricco cornicione;[50]
- Palazzo Canossa, si tratta di uno dei capolavori di Michele Sanmicheli, tanto importante che ospitò governanti europei quali Napoleone Bonaparte, lo zar Alessandro I, e gli imperatori d'Austria Francesco I, Ferdinando I e Francesco Giuseppe I. Nel corso del XVI secolo venne decorato dai più importanti pittori veronesi, Bernardino India, Battista del Moro e Paolo Veronese;[51]
- Palazzo Dalla Torre, unica opera di Andrea Palladio nella città di Verona, il cui progetto venne solo in parte realizzato. L'edificio è stato gravemente danneggiato durante un bombardamento della seconda guerra mondiale, per cui dell'edificio originale rimangono solamente il maestoso portale d'accesso e un cortile con colonne e trabeazione;[52]
- Palazzo dei Diamanti, o più correttamente palazzo Cappella Sansebastiani, è un edificio il cui progetto è attribuito a Bernardino Brugnoli nel XVI secolo e che si ispira al più noto palazzo dei Diamanti di Ferrara. Come quello, è caratterizzato da un paramento di facciata in pietre scolpite a punta di diamante;[53]
- Palazzo Emilei Forti è un edificio che risale al XIII secolo ma che ha subito importanti trasformazioni nei secoli successivi, in particolare nel XVIII secolo quando venne ristrutturata la facciata principale. Gestito dalla Fondazione Arena Di Verona, le sue sale ospitano AMO, acronimo di Arena Museo Opera, dedicato interamente all'opera lirica con fotografie, scenografie, musiche, costumi, e bozzetti e partiture originali di Gaetano Donizetti, Giacomo Puccini, Gioachino Rossini e Giuseppe Verdi, mentre precedentemente ha ospitato la Galleria d'arte moderna Achille Forti;[54]
- Palazzo Giusti del Giardino, che custodisce un interessante giardino cinquecentesco all'italiana. La costruzione del palazzo di rappresentanza sullo stile del Sanmicheli e la sistemazione del giardino secondo la moda del tempo si deve alla famiglia toscana Giusti, che si trasferì a Verona nel XV secolo;[55]
- Palazzo Maffei è un edificio barocco che delimita un lato di piazza delle Erbe. Costruito nel XVII secolo su tre livelli, il piano terra è scandito da cinque ampie arcate, il piano nobile è caratterizzato da cinque grandi ed eleganti finestre con balcone inquadrate in semicolonne ioniche, mentre al secondo piano si aprono vani di dimensioni minori. In alto chiude il prospetto un'ultima elegante balaustra sormontata da sei statue di divinità greche, di cui una di epoca romana;[56]
- Palazzo del Podestà è un edificio a corte costruito intorno alla fine del XIII secolo. Il monumentale palazzo fu residenza di molti dei Scaligeri e ospitò Cangrande I della Scala e la sua corte, tra cui Dante Alighieri, esule da Firenze, e Giotto, che probabilmente affrescò alcune sale dello stesso palazzo ma il cui lavoro è andato perduto nel corso dei secoli. Durante il periodo di governo della Serenissima il palazzo ospitò il Podestà, ovvero il funzionario che esercitava per Venezia il potere esecutivo e giudiziario. La gotica facciata rivolta verso piazza dei Signori presenta un pregevole portale rinascimentale opera di Michele Sanmicheli;[57]
- Palazzo Pompei, celebre architettura rinascimentale, venne commissionato nel XVI secolo dalla nobile famiglia Lavezzola all'architetto Michele Sanmicheli. Negli anni trenta dell'Ottocento l'edificio venne donato dai proprietari al comune di Verona, che lo restaurò in modo da potervi insediare una galleria, che oggi ospita il museo civico di storia naturale;[58]
- Sede amministrativa del Banco BPM è opera del noto architetto veneto Carlo Scarpa, che la progettò negli anni settanta del XX secolo, dopo che aveva già lavorato a Verona al restauro del museo di Castelvecchio.[59] L'edificio, che si inserisce perfettamente nel contesto urbano, è caratterizzato, specie nelle facciate, da un costante riferimento all'architettura antica, anche se reinterpretata e presentata in chiave moderna.[60]

### Ville

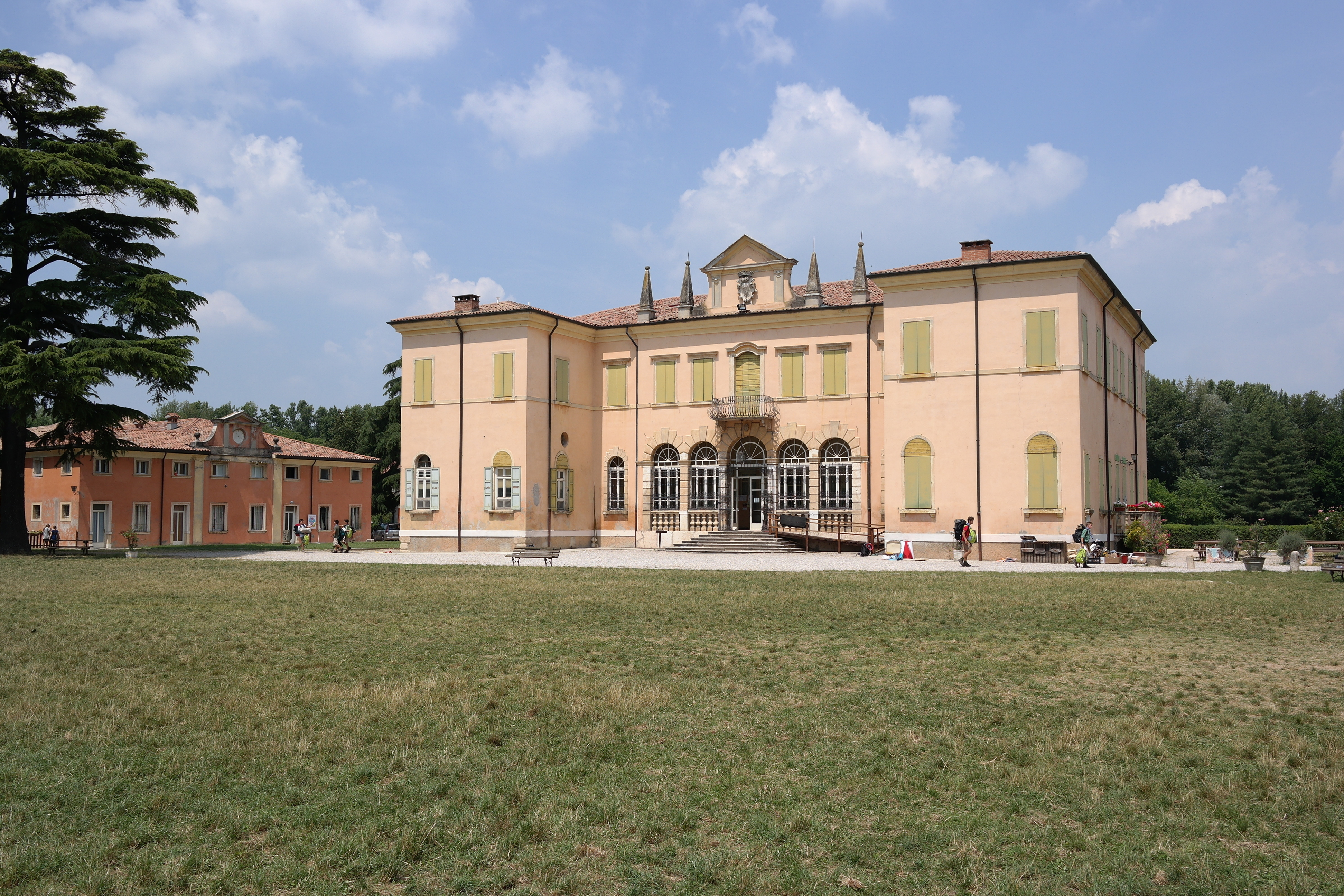
Villa Bernini Buri

Villa Bernini BuriVilla Bernini Buri, situata nel cuore del parco dell'Adige, è uno dei più importanti esempi di villa veneta di tutto il territorio veronese, sia per il carattere monumentale dell'architettura che per l'importanza storica che vi si riconosce, essendo rimasta inalterata la struttura del complesso che conserva ancora, oltre alla villa padronale, anche due cappelle, i rustici, le scuderie e la casa del fattore. La villa padronale era riccamente arredata e affrescata, disponeva di una biblioteca che raccoglieva anche manoscritti e pergamene ed erano presenti opere d'arte di tradizione italiana (tra cui quadri del pittore e miniatore Liberale da Verona) e di pittori fiamminghi: purtroppo alla fine della seconda guerra mondiale, in soli cinque giorni, la villa venne saccheggiata e spogliata di tutti i beni presenti dalla cittadinanza, infuriata contro la nobiltà che riteneva colpevole della guerra. L'edificio principale è stato realizzato agli inizi del XVII secolo su progetto di Domenico Brugnoli, nipote del Sanmicheli.
Altre ville
Tra le altre ville di particolare rilevanza di Verona si ricordano:
- Villa Malfatti Balladoro è un complesso con caratteri barocchi sorto in posizione isolata sulle pendici di una collina della Valpantena. Oltre alla casa padronale e ad alcuni edifici rustici si trova un oratorio costruito nel XVIII secolo che custodiva una tela di Paolo Farinati e una di Antonio Balestra, ora collocate in un altro luogo;[62]
- Villa Marioni Pullè, un edificio del XVII secolo immerso in un parco al Chievo, a pochi passi dal fiume Adige, progettato dall'architetto Ignazio Pellegrini. Il monumentale complesso, molto conosciuto a Verona, era luogo di incontri e frequentazioni dei alcuni dei personaggi più importanti della vita politica e culturale del XVIII e XIX secolo, tanto che ospitò Giuseppe II d'Asburgo-Lorena, imperatore del Sacro Romano Impero, e Umberto I, re d'Italia;[63][64]
- Villa San Dionigi, oppure villa Erbisti Rossi Chiampan, è uno dei più importanti esempi di architettura neoclassica presenti a Verona. La sua attuale conformazione risale al XIX secolo, quando i proprietari decisero di demolire l'edificio precedente per realizzare la nuova sontuosa casa padronale. All'interno del parco si trova una cappella del XII secolo che un tempo faceva parte dei beni dell'abbazia di San Zeno.[65]

### Torri
Tra le torri di particolare rilevanza di Verona si ricordano:
- Torre abbaziale di San Zeno, una solida e alta torre merlata in laterizio costruita in due fasi nel XII secolo, che faceva parte dell'abbazia di San Zeno. Al suo interno si trovano dei pregevoli affreschi della fine del XIII secolo, tra cui uno particolarmente celebre in cui un corteo reca omaggio ad un personaggio assiso in trono;[66]
- Torre del Gardello è un alto edificio in laterizio situato a pochi passi da piazza Erbe, di fianco a palazzo Maffei. Venne costruito nel XII secolo e in quello successivo venne dotato del più antico orologio a campana della città, omaggio dal Signore di Verona Cansignorio della Scala, i cui rintocchi iniziarono a regolare gli affari pubblici e privati dei veronesi. Oggi la campana è esposta al museo di Castelvecchio;[67]
- Torre dei Lamberti, costruita nel XII secolo e rialzata varie volte fino a diventare la torre più alta della città, è parte del complesso del palazzo della Ragione. Nel 1295 vi furono installate due campane ancora oggi presenti, la Marangona, che suonava l'ora della fine del lavoro degli artigiani e dava l'allarme in caso di incendi, e il Rengo, che radunava il Consiglio comunale oppure richiamava i cittadini alle armi in caso di necessità.[68]

### Teatri

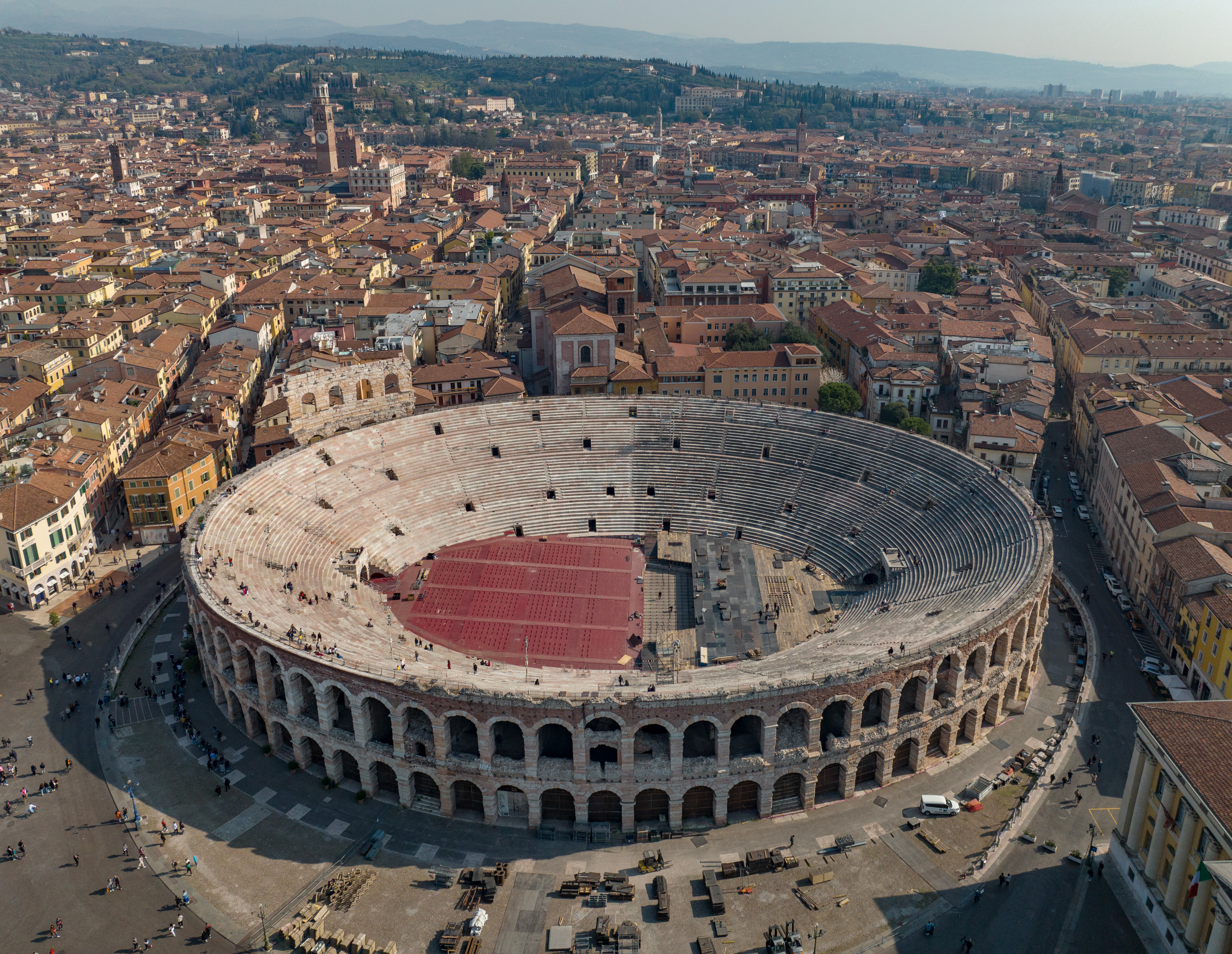
Arena di Verona

Arena di VeronaL'Arena è un anfiteatro romano, oggi situato in pieno centro città, nella elegante piazza Bra, ma quando realizzato, nel I secolo, posto poco fuori le mura della città. Si tratta del monumento che più di ogni altro ricorda le origini romane di Verona, tanto da essere diventato simbolo della cittadina veneta in tutto il mondo, insieme alle figure di Romeo e Giulietta. Si tratta di uno dei grandi fabbricati che hanno caratterizzato l'architettura romana ed uno degli anfiteatri antichi giunto a noi con il miglior grado di conservazione, grazie ai sistematici restauri eseguiti fin dal XVI secolo; proprio per questo motivo, nonostante le numerose trasformazioni subite, esso consente al visitatore di poter facilmente comprendere la struttura di questo genere di edifici, rigorosamente soggetti alla funzione cui erano destinati ma dotati comunque di una essenziale bellezza. Grazie alla sua capienza di 22.000 spettatori (che in età romana raggiungeva addirittura i 30.000 posti, in quanto non era ovviamente il palcoscenico che occupa circa un terzo dei posti, e grazie alla presenza del portico nella parte più alta della cavea), nella stagione estiva ospita il celebre festival lirico areniano, le cui stagioni si svolgono ininterrottamente dal 1913, mentre in quelle primaverile e autunnale è tappa di molti cantanti e musicisti internazionali. In passato, invece, ospitò, oltre ovviamente ai combattimenti di gladiatori e agli spettacoli di epoca romana, anche tornei e giostre cavalleresche, balletti, circhi, rappresentazioni di prosa e persino corride con tori e buoi.

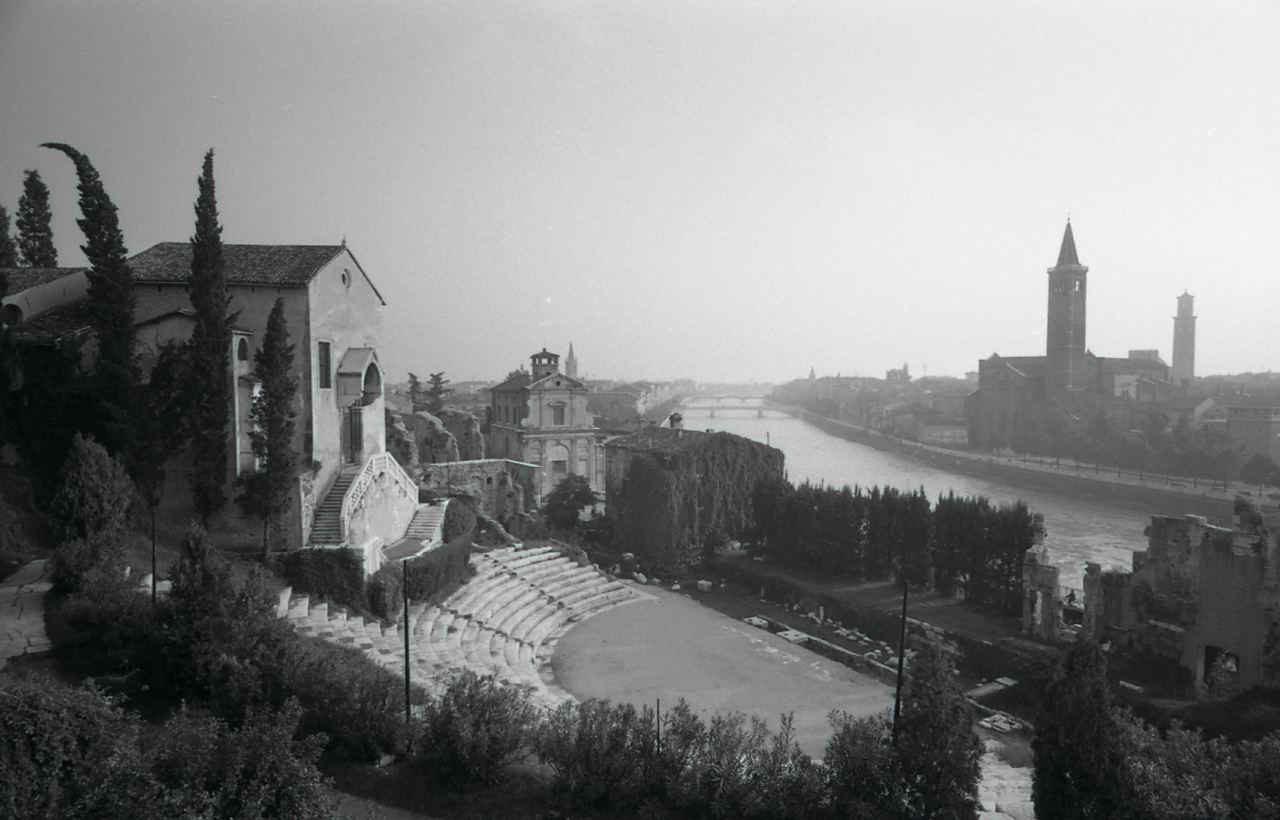
Teatro romano

Teatro romanoIl teatro romano è un teatro all'aperto costruito nel I secolo a.C. ai piedi del colle San Pietro, sulla riva sinistra dell'Adige. Esso faceva parte di un piano di monumentalizzazione dell'intera collina, che divenne una grande scena urbana su più livelli: lungo la sponda del fiume si trovava l'edificio teatrale, racchiuso ai due lati dai ponti lapideus e marmoreus; lungo il pendio si trovavano più ordini di terrazze; infine in cima alla collina si trovava un tempio romano, i cui resti sono stati individuati durante alcuni lavori presso castel San Pietro. Durante il Medioevo l'edificio andò in disuso e quindi in rovina, tanto che sui suoi resti sorse un intero quartiere che sfruttava la struttura del teatro stesso come fondazione, di cui ancora rimane come testimonianza la chiesa dei Santi Siro e Libera. Gli altri edifici, infatti, sono stati demoliti nel XIX secolo durante gli scavi archeologici e la restituzione del complesso avvenuta grazie all'opera di Andrea Monga, un facoltoso commerciante che si dilettava d'archeologia. Nel 1904 l'area venne infine comprata dall'amministrazione comunale, che proseguì i lavori di scavo archeologico fino al 1914. Sotto la direzione di Antonio Avena venne trasferito nell'ampio complesso monumentale, che dopo i restauri mostra uno dei teatri meglio conservati dell'Italia settentrionale, il percorso espositivo dell'omonimo museo archeologico cittadino. Durante la stagione estiva l'edificio viene ancora utilizzato come spazio teatrale, e ospita la cosiddetta estate teatrale veronese, le cui edizioni si svolgono ininterrottamente sin dal 1948.

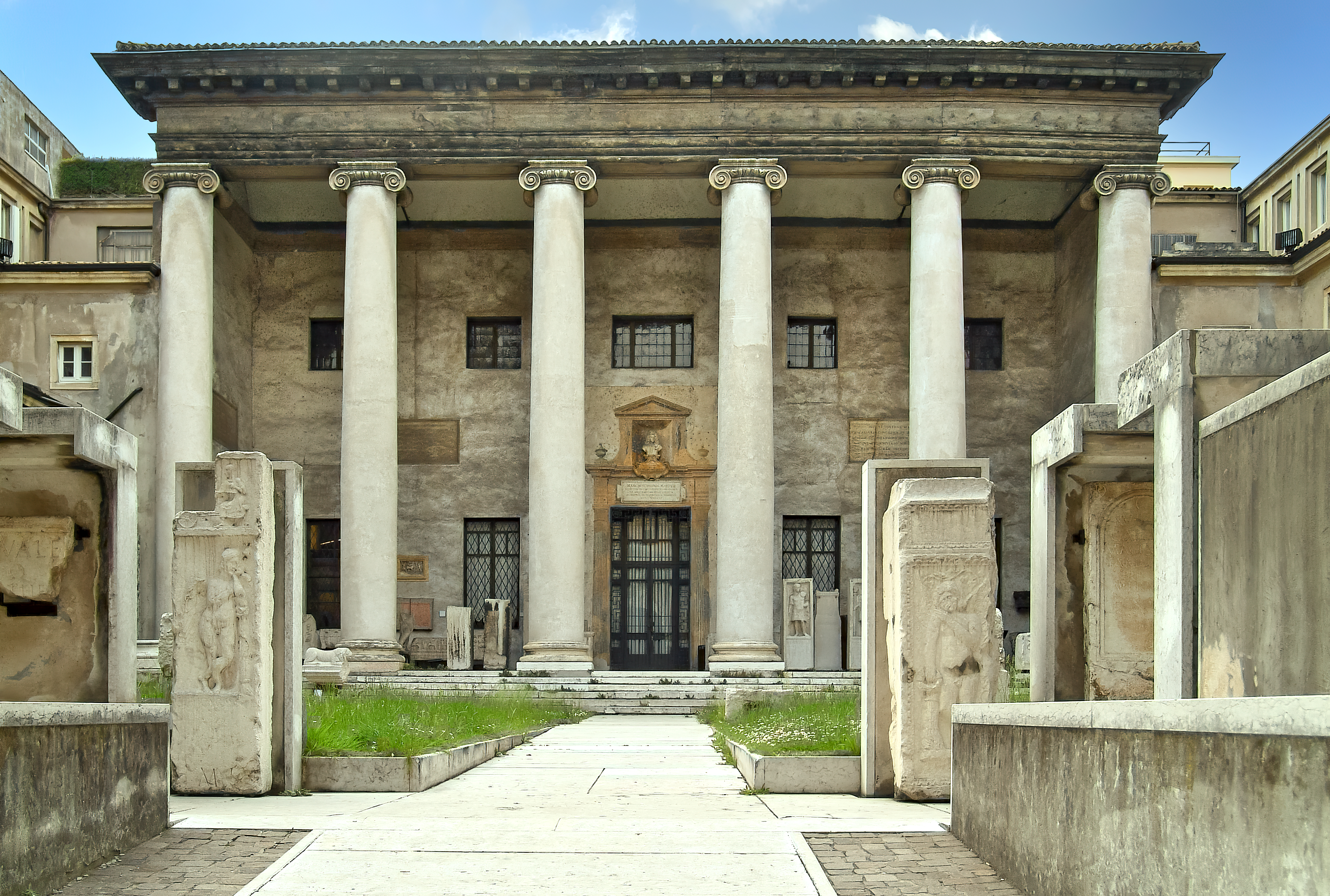
Teatro Filarmonico

Teatro FilarmonicoIl teatro Filarmonico è il principale teatro d'opera di Verona, di proprietà fin dalla sua dell'Accademia Filarmonica di Verona; è utilizzato dalla Fondazione Arena di Verona come sede della stagione lirica invernale. L'edificio venne realizzato nel XVIII secolo su iniziativa del marchese Scipione Maffei, visto che Verona necessitava di un nuovo e stabile teatro lirico: si scelse di realizzare una struttura all'italiana, con una vasta platea e ordini di palchi sovrapposti, e per la progettazione venne convocato l'architetto teatrale più celebre del tempo, l'architetto Bibbiena. Il teatro venne inaugurato la sera del 6 gennaio 1732, con il dramma pastorale La fida ninfa di Antonio Vivaldi. La stagione operistica divenne particolarmente celebre ma dovette interrompersi nel 1749, quando si propagò un incendio nel teatro, che dovette essere ristrutturato. Altri danni molto gravi subì verso la fine della seconda guerra mondiale, quando venne colpito dai bombardamenti anglo-americani; l'edificio venne ricostruito il più possibile simile al precedente, tuttavia i lavori furono piuttosto lunghi e si protrassero fino al 1975, quando venne inaugurato con l'opera Falstaff, ossia le tre burle di Antonio Salieri. Lo stesso complesso ospita il museo lapidario maffeiano, istituito nel XVIII secolo, tanto da essere ritenuto una delle più antiche istituzioni pubbliche museali europee.
Altri teatri
Tra gli altri teatri di particolare rilevanza di Verona si ricordano:
- Teatro Nuovo, inaugurato nel 1846, si tratta di un teatro curato ed elegante ma lontano dagli sfarzi settecenteschi del Filarmonico, presentandosi all'esterno come un austero edificio in stile neoclassico e all'interno come un teatro all'italiana, con tre ordini di palchi;[80]
- Teatro Ristori, costruito intorno alla metà del XIX secolo, in luogo di un precedente spazio teatrale in legno. Per un lungo periodo è stato uno dei principali teatri cittadini e, dopo un periodo di chiusura, è stato riaperto nel 2012, dopo lavori di restauro che lo hanno reso uno spazio polifunzionale, in modo da poter ospitare una molteplice tipologia di eventi, nel rispetto della struttura originaria.[81]

### Ponti

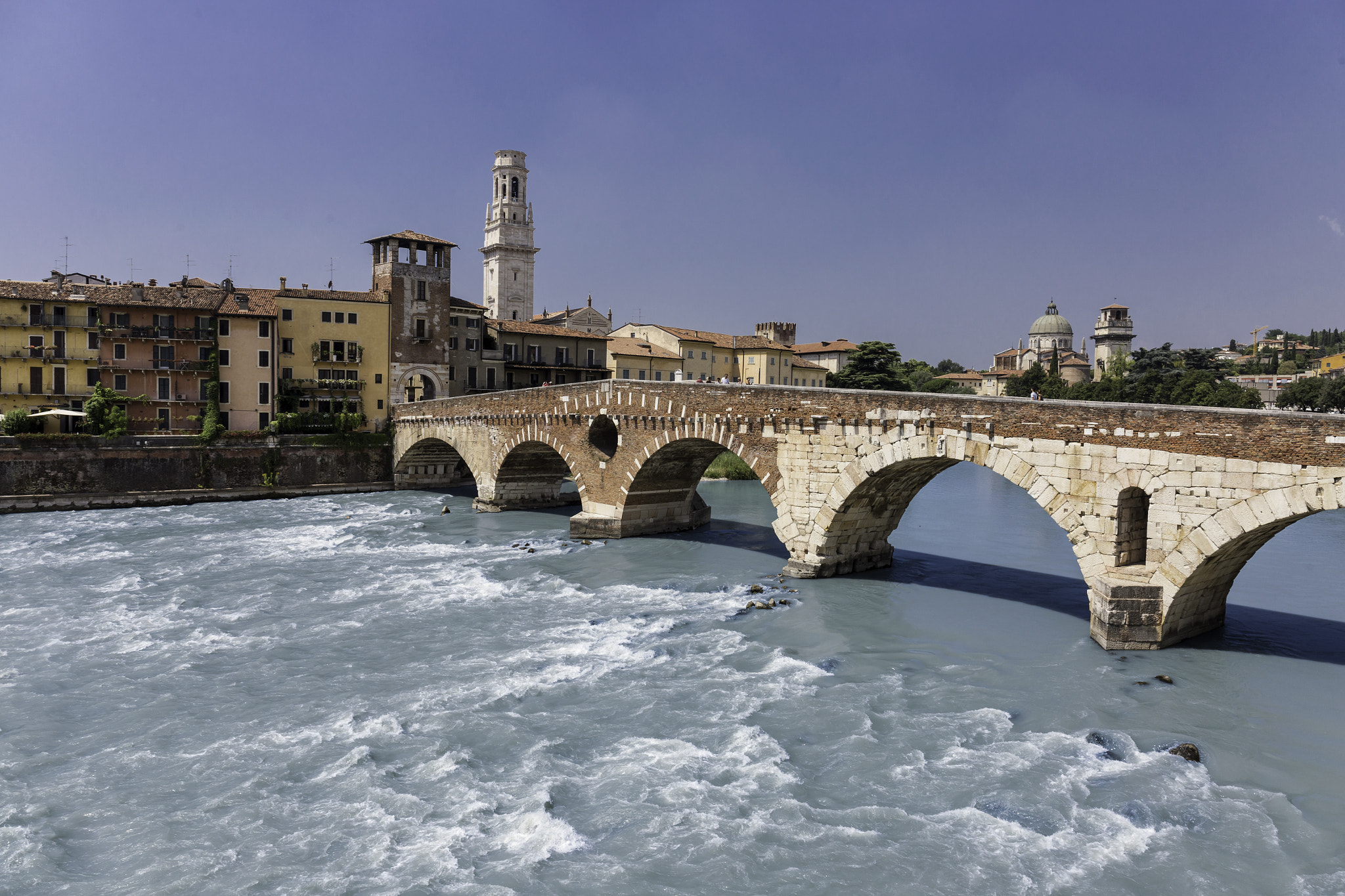
Ponte Pietra

Ponte PietraIl ponte Pietra è il più antico ponte di Verona, situato in prossimità del teatro romano, in un'area che fin dalla Preistoria doveva presentare un guado, punto d'incontro cruciale tra diverse vie di comunicazione a cui si deve la nascita della città. Un primo ponte in legno venne messo in opera durante la costruzione della via Postumia nel 148 a.C. nel medesimo punto in cui era presente il guado, successivamente sostituito da quello lapideo, di cui sono giunte integre fino a noi le due arcate di sinistra, realizzate in opus quadratum. In età imperiale subì un importante restauro durante il quale venne posta la raffigurazione di una divinità fluviale sul concio di chiave della seconda arcata di sinistra. Molto più travaglia fu la vita del monumento nei secoli medievali, quando le tre arcate di destra subirono danni e crolli parziali a causa delle inondazione del fiume Adige. Nel 1298 il Signore di Verona Alberto della Scala fece restaurare la torre verso città e ricostruire l'arcata adiacente, mentre nel 1508 il Consiglio della città diede incarico a Fra' Giocondo di sovrintendere ai lavori di ricostruzione delle due arcate che ancora rimanevano da riparare. Il ponte subì però la sua ferita più grave il 24 aprile 1945, quando venne minato e fatto esplodere dai soldati tedeschi in ritirata, deflagrazione che lasciò integra solamente l'arcata verso città. Il soprintendente ai monumenti Piero Gazzola, supportato dall'intera opinione pubblica, scelse di ricostruire il ponte com'era e dov'era, grazie alla collaborazione tecnica dell'architetto veronese Libero Cecchini e al contributo specialistico di storici, archeologi, ingegneri, docenti universitari e diversi altri esperti e tecnici.

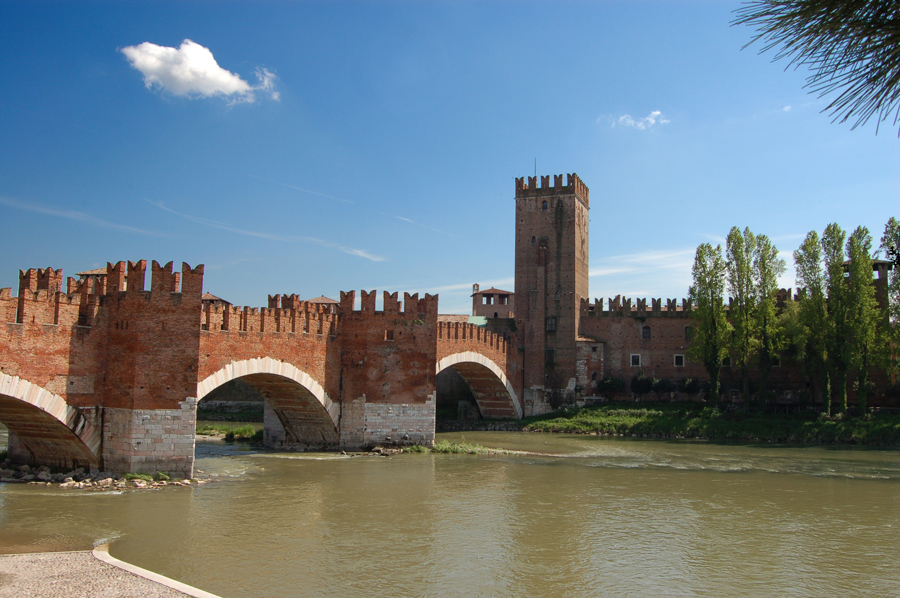
Ponte di Castelvecchio

Ponte di CastelvecchioIl ponte di Castelvecchio è una struttura a tre arcate merlata e fortificata, eccezionale esempio di ingegneria militare trecentesca, che venne fatta costruire da Cangrande II della Scala insieme all'omonimo castello, di cui fa parte. Con la sua struttura ardita è stato disposto in posizione strategica rispetto al castello, sul fianco del mastio della fortezza e a dividere le due corti principali. La robustezza del ponte gli consentì di passare indenne cinque secoli di storia fino a quando nel 1802 i francesi, in seguito al trattato di Lunéville, occuparono la città e decisero di mozzare la torre sul lato campagna e di eliminare le merlature. Più grave menomazione subì durante la seconda guerra mondiale quando, come tutti gli altri ponti della città, venne fatto brillare dai tedeschi in ritirata. Alla fine della guerra l'opinione pubblica spinse per la ricostruzione del ponte, in quanto uno dei principali simboli identitari della città, così il soprintendente a Piero Gazzola decise anche in questo caso, come per ponte Pietra, di ripristinare la situazione precedente all'esplosione piuttosto che realizzare un ponte ex novo. Il progetto di ricostruzione venne redatto dell'ingegnere Alberto Minghetti e dell'architetto Libero Cecchini, supportati da un équipe di specialisti.
Altri ponti
Tra gli altri ponti di particolare rilevanza di Verona si ricordano:
- Ponte diga del Chievo è una diga ad otto arcate situata a monte della città, con anche funzione di ponte pedonale. La struttura venne realizzata negli anni venti del XX secolo con lo scopo di alzare il livello dell'acqua dell'Adige in modo da consentire l'immissione nel canale Camuzzoni, che qui inizia il suo corso. Il canale è poi fondamentale per l'alimentazione delle centrali idroelettriche e delle fabbriche poste sorte durante la prima industrializzazione di Verona;[87]
- Ponte del Risorgimento è un ponte costruito in prossimità della torre della Catena per celebrare il centenario dell'Unità d'Italia. La progettazione venne affidata al noto ingegnere Pier Luigi Nervi, che disegnò una struttura con una trave continua a sezione e forma variabile, motivo per cui le pareti laterali hanno una superficie a doppia curvatura, detta in geometria paraboloide iperbolico, caratteristica ricorrente in molte sue architetture. Le pile, rivestite in pietra locale, sono sagomate come rostri in modo da contrastare in modo efficace l'azione delle piene;[88]
- Ponte della Vittoria è una struttura progettata dall'architetto Ettore Fagiuoli e dall'ingegnere Ferruccio Cipriani. Deve il suo nome alla battaglia di Vittorio Veneto, vittoria che portò alla sconfitta dell'Impero austro-ungarico nella prima guerra mondiale. Il monumentale ponte a tre arcate è caratterizzato alle estremità da quattro gruppi scultorei equestri in bronzo, simboleggianti la vittoria, realizzati da Mario Salazzari.[89]

### Biblioteche
Tra le biblioteche di particolare rilevanza di Verona si ricordano:
- Biblioteca capitolare, una delle più antiche e note istituzioni e biblioteche ecclesiastiche del mondo, famosa in quanto vi hanno studiato illustri personaggi e in quanto possiede manoscritti di grande importanza, tra cui il Codice di Ursicino, che venne prodotto nella biblioteca nel 517 (rendendola la più antica biblioteca al mondo ancora in funzione)[90] e l'Indovinello veronese, che rappresenterebbe un possibile atto di nascita del volgare in Italia;[91]
- Biblioteca centrale Arturo Frinzi, sede dal 1987 del polo umanistico-economico-giuridico dell'Università degli Studi di Verona, si trova nella chiesa di San Francesco di Paola, costruita insieme all'adiacente monastero nel 1596;[92]
- Biblioteca civica, istituita nel 1792 e aperta al pubblico dieci anni più tardi. L'edificio più vasto che la ospitava, la sconsacrata chiesa di San Sebastiano, fu completamente distrutto, ad eccezione del campanile, da un bombardamento aereo durante la seconda guerra mondiale. La nuova e moderna sede venne progettata da Pier Luigi Nervi e inaugurata il 2 giugno 1980.[93]

## Architetture militari

### Castelli

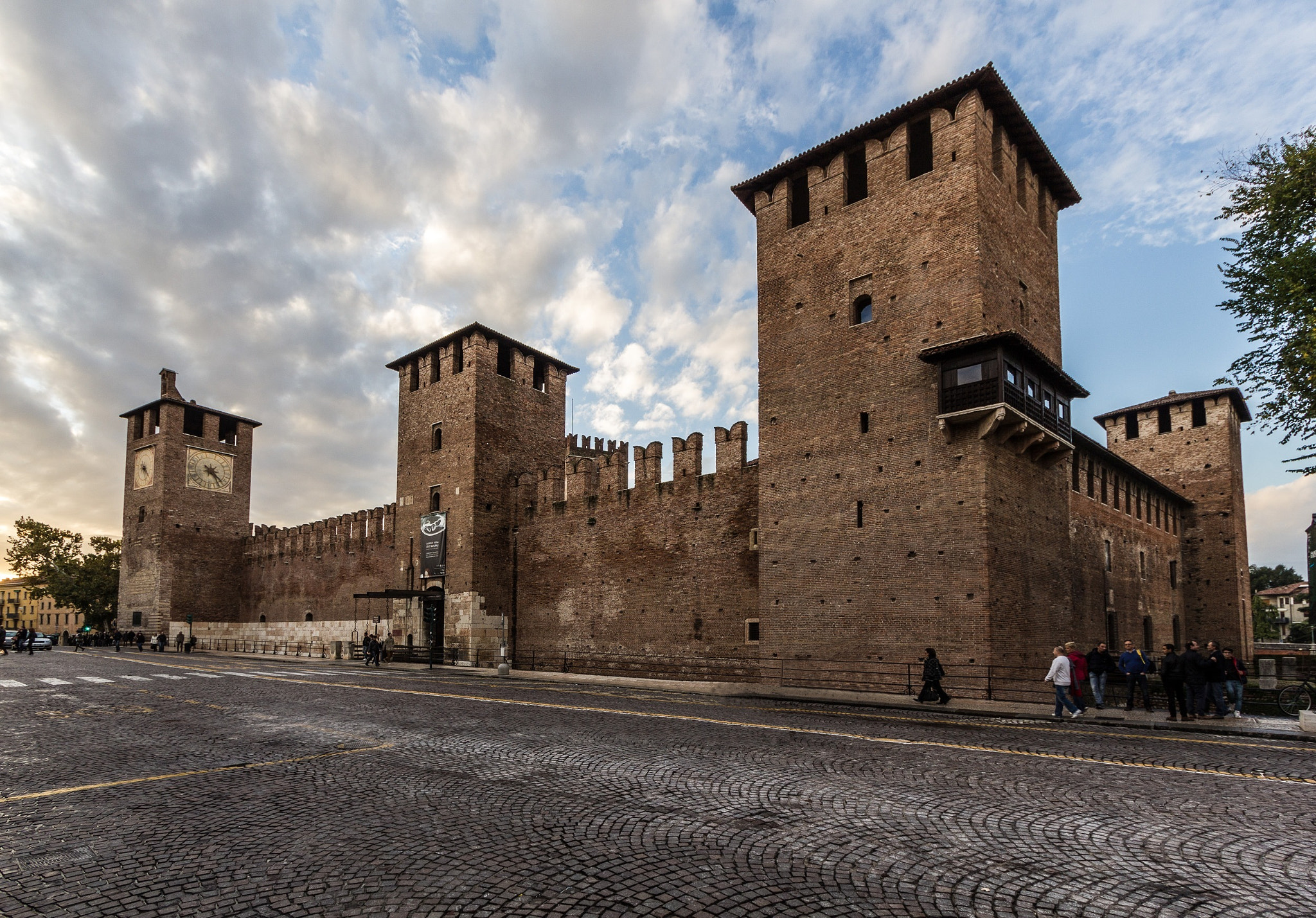
Castelvecchio

CastelvecchioCastelvecchio, fatto erigere nel XIV secolo dal Signore di Verona Cangrande II della Scala, è il più imponente monumento di Verona dopo l'anfiteatro romano Arena. In origine chiamato castello di San Martino in Aquaro per la chiesa inclusa al suo interno (assunse il nome attuale solo dopo che due nuovi castelli, San Pietro e San Felice, vennero realizzati in cima al colle San Pietro), si tratta di una vasta fortificazione militare dotata di alte torri difensive, che ebbe anche destinazione residenziale. Il complesso è diviso in due parti dalle imponenti mura comunali: ad ovest è presente la residenza degli Scaligeri, protetta da uno stretto cortile a doppio ordine di mura, al cui centro svetta la torre più alta del castello, il mastio, dal cui fianco si lancia verso l'altro lato del fiume Adige l'omonimo ponte fortificato a tre arcate; ad est è invece presente il cortile maggiore, a pianta rettangolare, destinato in origine a Piazza d'Armi. Il complesso continuò a svolgere la sua funzione militare anche sotto il governo Veneto, durante la breve occupazione napoleonica, e infine sotto il dominio austriaco, quando venne utilizzato come caserma. Dopo aver ospitato nel gennaio del 1944 il processo di Verona ai gerarchi fascisti ed essere stato bombardato durante un'incursione alleata, Castelvecchio fu oggetto di un importante restauro e di un allestimento museale curato dal noto architetto Carlo Scarpa. Il museo di Castelvecchio viene definito come uno delle più importanti opere di museografia italiana del dopoguerra, con valide soluzioni imitate a molti anni di distanza, ed ospita importanti collezioni di arte medievale, rinascimentale e moderna.

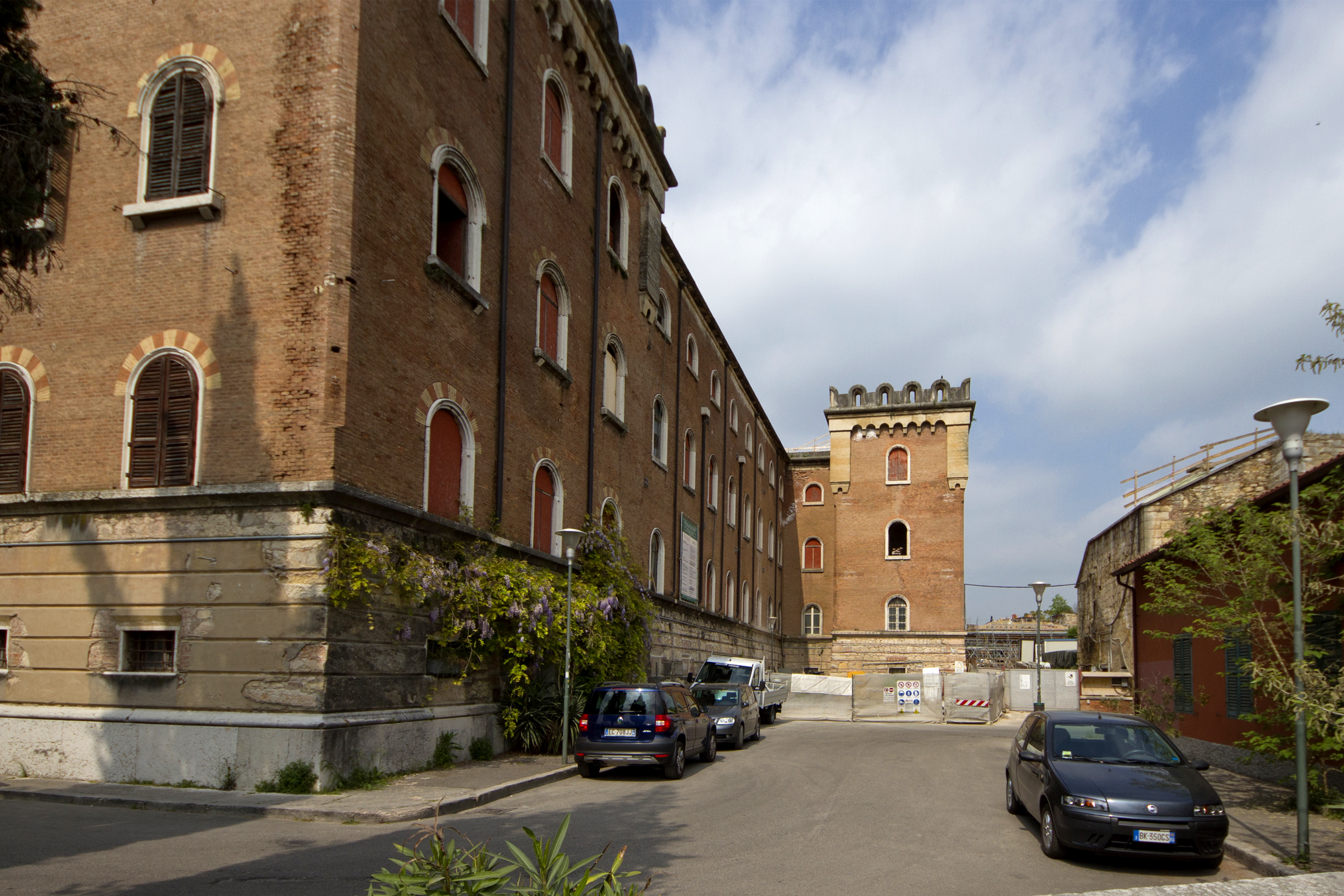
Castel San Pietro

Castel San PietroCastel San Pietro si trova in cima all'omonima collina, che si eleva alle spalle del teatro romano di Verona e a breve distanza dall'Adige e dal ponte Pietra. Questa collina si trova in una posizione strategica, tanto da essere il luogo in cui si sviluppò l'abitato preistorico di Verona, spostato all'interno dell'ansa del fiume solo in età romana. Proprio l'importanza della posizione, dominante rispetto alla pianura che si apre a sud, è causa della realizzazione di numerose strutture nel corso dei secoli: in età romana vi venne realizzato un tempio; in età altomedievale vi si realizzò un castrum e la chiesa di San Pietro in Castello; sul finire del Trecento vi venne edificato un imponente castello su committenza dai Visconti, che venne rinforzato durante la dominazione veneziana sopravvivendo fino al 1801, quando le truppe napoleoniche lo fecero demolire prima di consegnare la città agli austriaci; infine, sulle rovine dei precedenti edifici, venne costruita la caserma militare asburgica, attualmente in fase di restauro ed allestimento per ospitarvi un museo della città. L'edificio ottocentesco richiama, con la presenza delle torri e merlature stilizzate, le forme delle fortezze medioevali, integrandosi con il contesto grazie all'uso dei materiali di costruzione tipici dell'edilizia storica veronese e di elementi architettonici che rimandano al romanico. Il piazzale antistante castel San Pietro, molto frequentato per la presenza di un'ampia terrazza panoramica sulla città, è raggiungibile sia tramite una suggestiva scalinata che si dipana dal lato del teatro romano che tramite la funicolare di Verona, costruita agli inizi del XX secolo.
Altri castelli
Tra gli altri castelli di Verona si ricordano:
- Castello di Montorio, fortezza medievale, sorge su un colle vicino alla frazione di Montorio, ad est di Verona. Le origini del castrum risalgono al X secolo, ma importanti modifiche vennero realizzate nel XII secolo e soprattutto nel XIV secolo, sotto il dominio degli Scaligeri, quando venne rafforzato e ampliato. In età moderna venne abbandonato e subì alcune manomissioni nell'Ottocento, adesso appare quindi incompleto;[98]
- Castel San Felice, un forte austriaco realizzato nel XIX secolo, al posto del quale sorgeva un castello fatto realizzare dai Visconti in una posizione sopraelevata a nord della città. Il complesso è una cittadella urbana fortificata con due bastioni, realizzati in due successivi ampliamenti, connesso ma allo stesso tempo autonomo rispetto alla cinta magistrale.[99]

### Cinte murarie

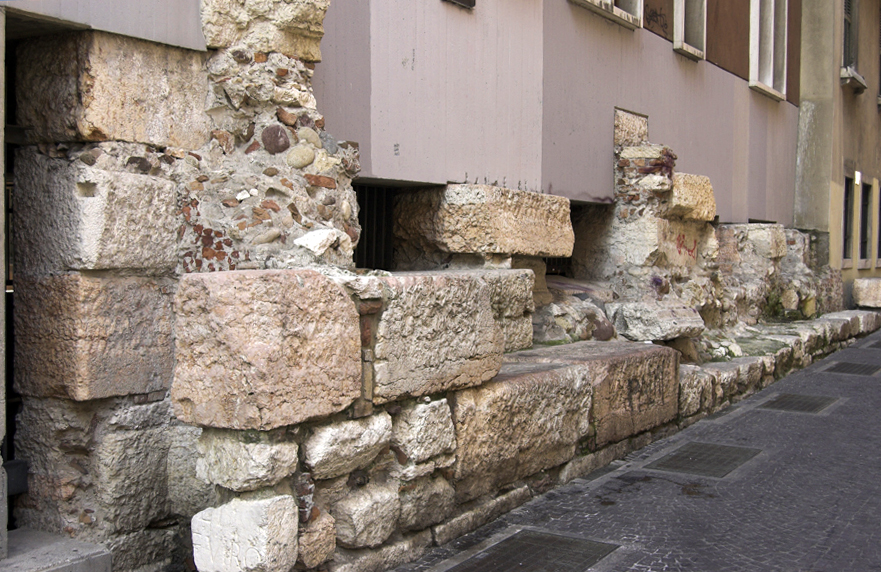
Mura romane

Mura romaneLe mura romane di Verona furono un'importante cortina difensiva provvista di numerosi torrioni e porte monumentali, realizzata in più fasi costruttive che si sono succedute partendo dalla tarda età repubblicana fino a giungere ai primi regni romano-germanici. La prima fase di costruzione delle difese partì intorno alla seconda metà del I secolo a.C., a seguito dell'ottenimento da parte di Verona del rango di municipium romano, una seconda fase di ristrutturazione e ampliamento della cinta urbica avvenne nel III secolo su spinta dell'imperatore Gallieno, e infine in un'ultima fase Teodorico il Grande, sugli inizi del VI secolo, rafforzò nuovamente le difese urbiche romane, aggiungendo una seconda cerchia. Delle cortine murarie che cinsero l'abitato di Verona romana rimangono poche tracce visibili, anche se il loro tracciato è tutt'oggi molto evidente in quanto il tessuto storico è cresciuto e si è sviluppato addossandosi e riutilizzando porzioni di mura superstiti. Della cinta muraria tardo repubblicana, in particolare, sono stati ritrovati solo due tratti di muro in mattoni, scoperti tra l'Adige e porta Borsari e in via Leoncino, mentre delle mura imperiali si sono conservati resti più cospicui, principalmente in piazza Mura di Gallieno. Della cortina fatta erigere da Teodorico invece rimangono visibili cospicui resti in via Diaz, nei vicoli S. Matteo e del Guasto, nelle vie S. Cosimo, Leoncino e Amanti. Meglio conservate sono invece le due porte principali, porta Borsari e porta Leoni.

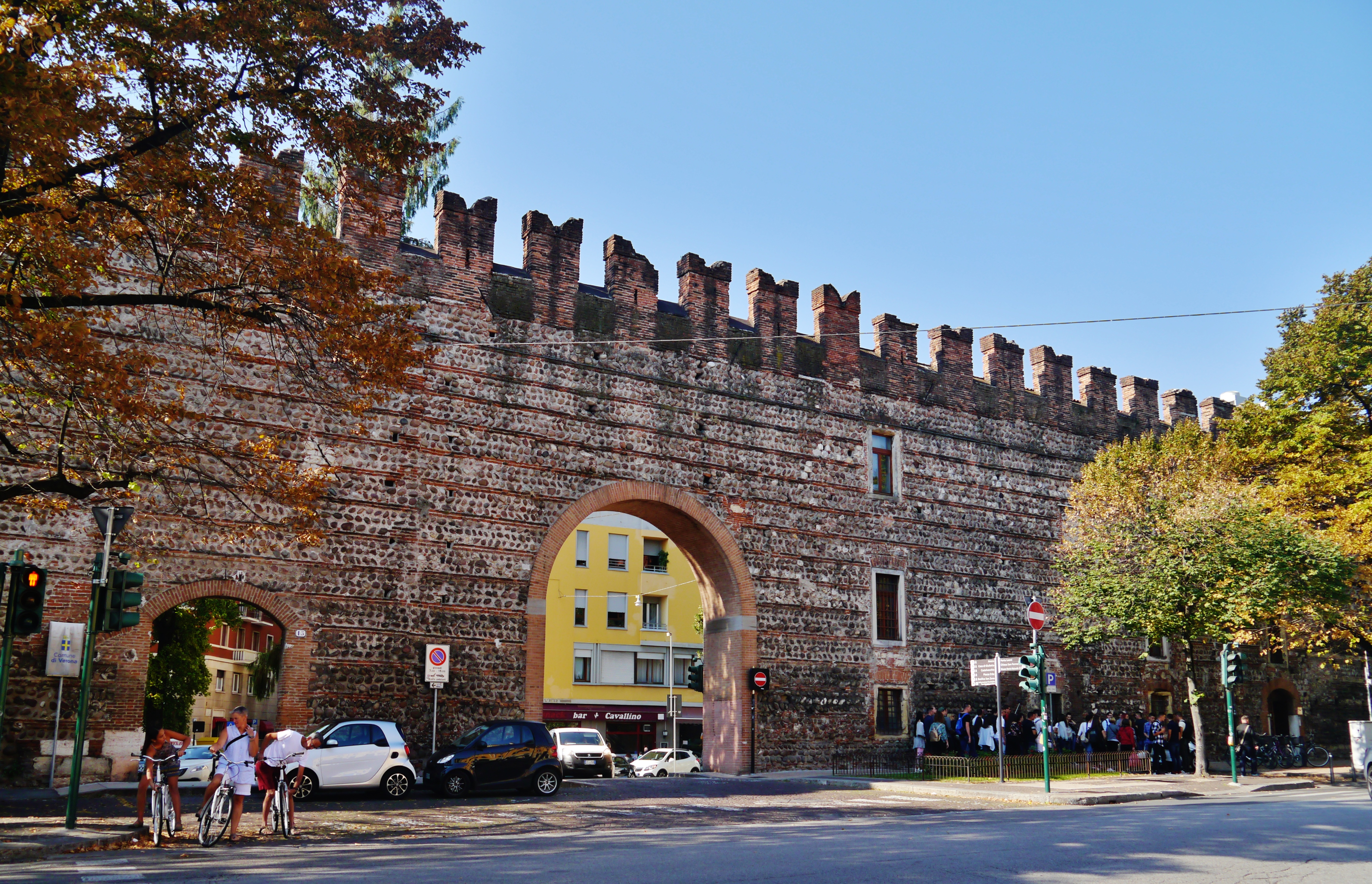
Mura comunali

Mura comunaliLe mura comunali di Verona furono una cinta difensiva eretta a sud del centro storico in età medievale, in prossimità dell'Adigetto, di cui rimangono visibili ampie tracce lungo via Pallone e all'interno di Castelvecchio, mentre delle diverse porte che si aprivano nella cortina rimangono scarse testimonianze a causa ai lavori che hanno portato all'allargamento dei fornici. Esse furono costruite a partire dal XII secolo e rafforzate durante il dominio di Ezzelino III da Romano, quando raggiunsero un assetto più compiuto costituito da un sistema cinta-antemurale-fosso, quindi una tipologia di fortificazione fondata sul concetto della difesa graduale. Con l'ampliamento della cinta magistrale effettuato da Cangrande I della Scala, questa venne lentamente a perdere di importanza strategica, e questo straordinario reperto storico dell'architettura militare veronese venne trasformato nel corso dei secoli in un sistema logistico di edifici militari. Il sistema di fabbricati militari è simile a un grande arsenale a sviluppo lineare, in cui gli edifici assumevano diverse destinazioni: caserma, ospedale, polveriera, mulino, granaio, forno, scuderia e magazzino. Il centro ideale del grande sistema militare divenne il palazzo della Gran Guardia, il cui vasto porticato sarebbe stato destinato a passare in rivista le truppe mentre il piano nobile avrebbe accolto l'accademia militare, anche se non venne mai terminato.

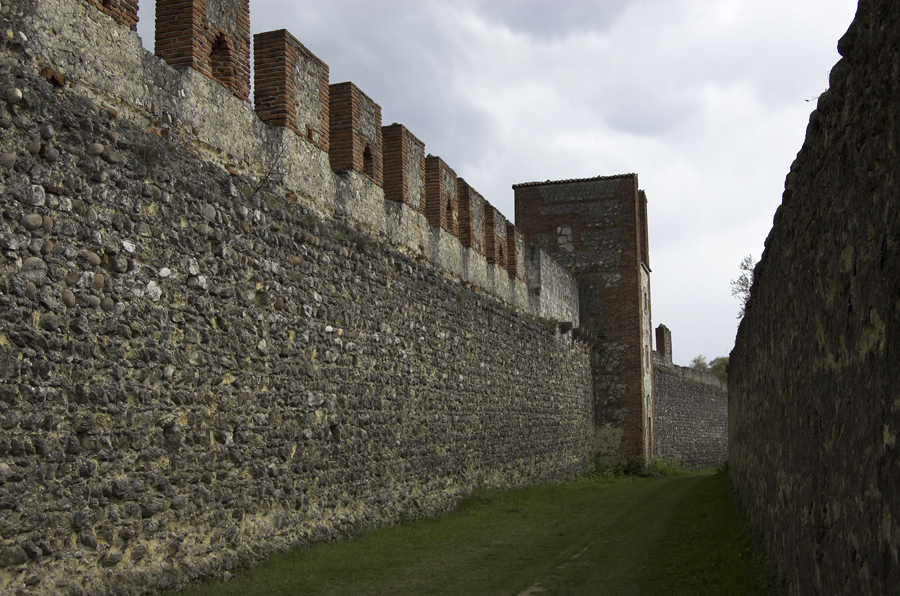
Mura scaligere

Mura scaligereLe mura scaligere di Verona furono una cortina muraria, di cui sopravvive ancora la porzione collinare, costruita durante il governo dei Della Scala, Signori di Verona nel XIII e XIV secolo. Le mura vennero commissionate da Cangrande I della Scala all'architetto Calzaro, come informa un'iscrizione datata gennaio 1325, che fece così ampliare le fortificazioni cittadine dopo i primi interventi effettuati da Alberto I della Scala tra il 1287 e il 1289. Grazie a questo radicale intervento tutti gli antichi e popolosi quartieri extraurbani poterono smantellare le difese individuali divenendo definitivamente parte del tessuto cittadino, difeso da possenti mura che conferirono grande prestigio a Verona. Due secoli dopo, durante il governo della Serenissima, venne rafforzata la cortina muraria precedente tramite la realizzazione di muri a scarpa di grande spessore e la costruzione di diversi bastioni, circolari e poligonali, rendendo le fortificazioni più adatte all'introduzione della polvere da sparo. Nel XIX secolo vi fu un ulteriore restauro della cinta muraria scaligera collinare da parte della Genie Direction austriaca, con l'eliminazione di una parte delle merlature e l'abbassamento delle torri, tuttavia non furono snaturate le fortificazioni medievali, che sopravvivono in forme simili a quelle originarie e si trovano in buono stato di conservazione.

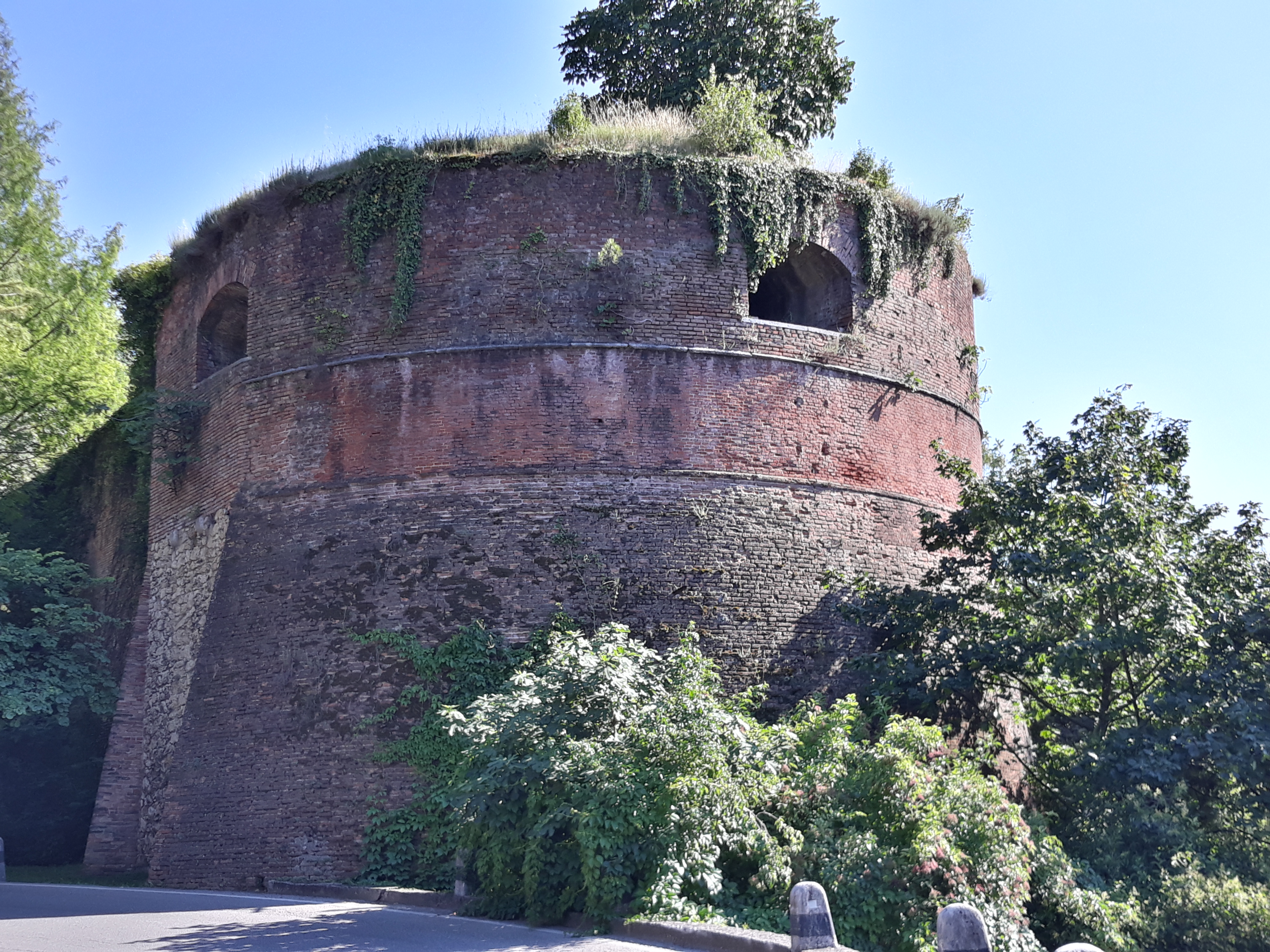
Mura veneziane

Mura venezianeLe mura veneziane di Verona furono un'importante cortina difensiva provvista di numerosi bastioni e porte monumentali, commissionate dalla Repubblica Veneta per adeguare la precedente cortina scaligera all'introduzione della polvere da sparo, vista l'importanza strategica di Verona. Fu in particolare la guerra della Lega di Cambrai a dimostrare che le vecchie mura non erano più sufficienti e che era necessaria una revisione completa del sistema difensivo. Questa venne realizzata a partire dal 1530 su progetto del noto architetto veronese Michele Sanmicheli quando assunse ufficialmente la nomina di soprintendente alle fabbriche militari di Verona, carica che mantenne fino alla morte, realizzando contemporaneamente un rinnovamento armonico e funzionale della struttura urbanistica della città. Sanmicheli ha lasciato in eredità alla città una vasta e articolata cinta bastionata oltre che le monumentali porte di San Zeno, del Palio e Nuova, definite da Giorgio Vasari tra le più belle d'Italia. All'inizio del XIX secolo, durante le guerre napoleoniche, vennero demoliti dalle truppe francesi tutti i bastioni della cinta muraria di destra Adige, ad esclusione di quelli di San Francesco e di Spagna, situati in prossimità del fiume, a monte e a valle della città: quelli perduti vennero quindi ricostruiti con una tecnica differente durante il dominio austriaco, alcuni anni dopo la fine della guerra.

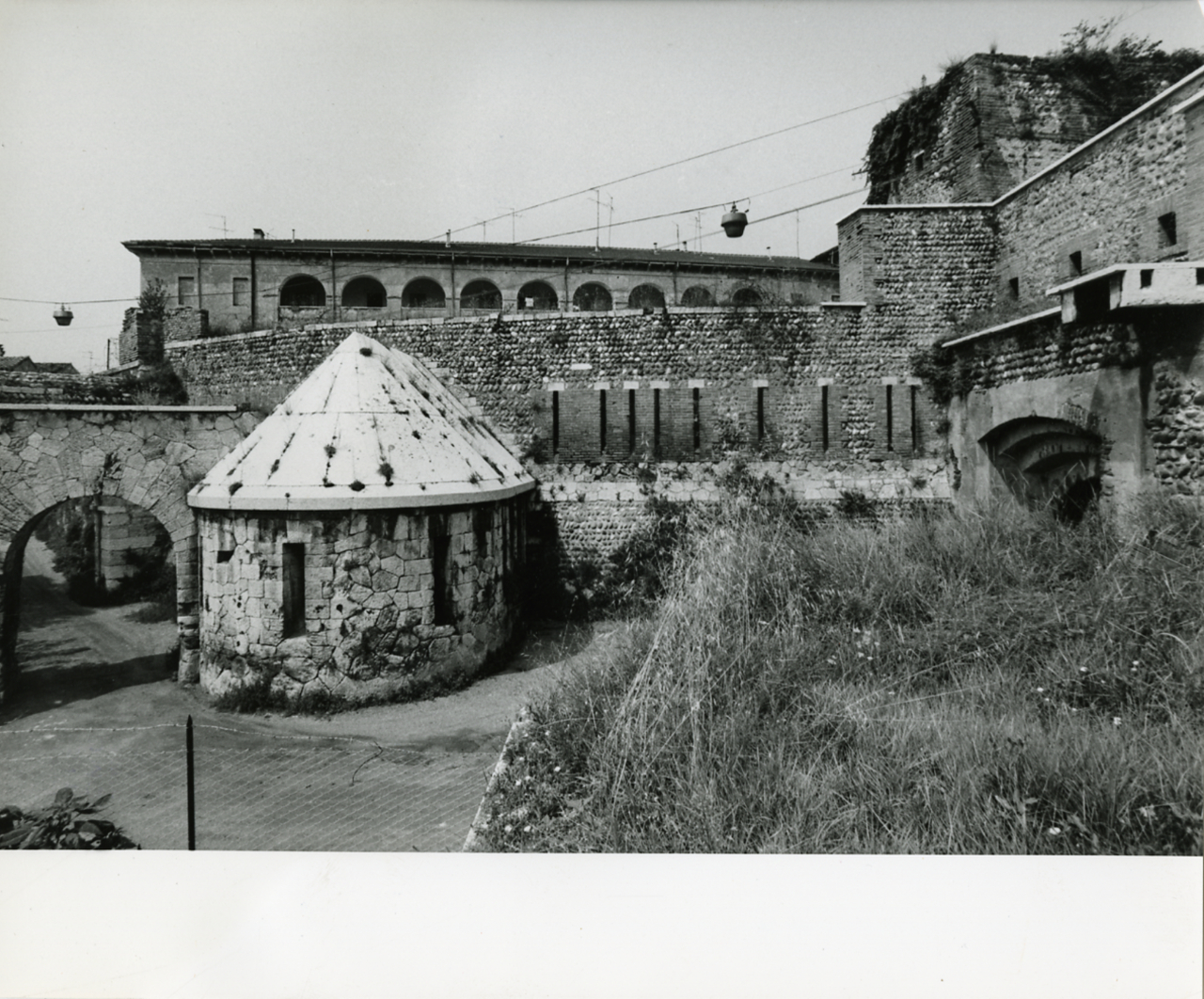
Mura austriache

Mura austriacheLe mura austriache di Verona, conosciute anche con il nome di cinta magistrale, sono il sistema di cortine bastionate e porte monumentali che circonda la città di Verona allo stato attuale, facenti parte di un complesso sistema difensivo cittadino costituito anche da una serie di fortificazioni, campi trincerati, magazzini e caserme, sia esterni che interni alla città. La conformazione definitiva della cinta magistrale deriva dall'ampliamento e ristrutturazione, operati nel XIX secolo durante la dominazione austriaca del Regno Lombardo-Veneto, di tutto il sistema di fortificazioni ereditate dal periodo medievale, nell'ambito collinare, e moderno, nell'ambito di pianura. La cinta difensiva scaligera e veneta, infatti, avevano subito importanti danneggiamenti e demolizioni durante le guerre napoleoniche e, in particolare i bastioni veneti, dovettero quindi essere ristrutturati, anche in funzione delle nuove discipline e tattiche militari che avevano reso obsoleti i criteri difensivi che erano stati precedentemente perseguiti: il progetto e i lavori furono affidati nel 1831 dal feldmaresciallo Radetzky a Franz von Scholl, il maggiore rappresentante della nuova architettura militare dell'Impero austriaco. Egli applicò, per la ricostruzione della cinta magistrale, una visione conservativa delle fortificazioni antiche, che furono riutilizzate nella misura maggiore possibile e riducendo al minimo le opere murarie. La cinta muraria urbana, nel suo assetto definitivo, ha uno sviluppo di oltre 9 chilometri e occupa quasi 100 ettari con le sue opere, torri, rondelle, bastioni, fossati, terrapieni, cui vanno aggiunte le opere del sistema difensivo esterno, situate nella campagna pianeggiante o sulla collina, ovvero i 19 forti militari esistenti (dei 31 che erano stati costruiti), che formavano l'ultimo e più moderno sistema di difesa cittadino.

### Porte

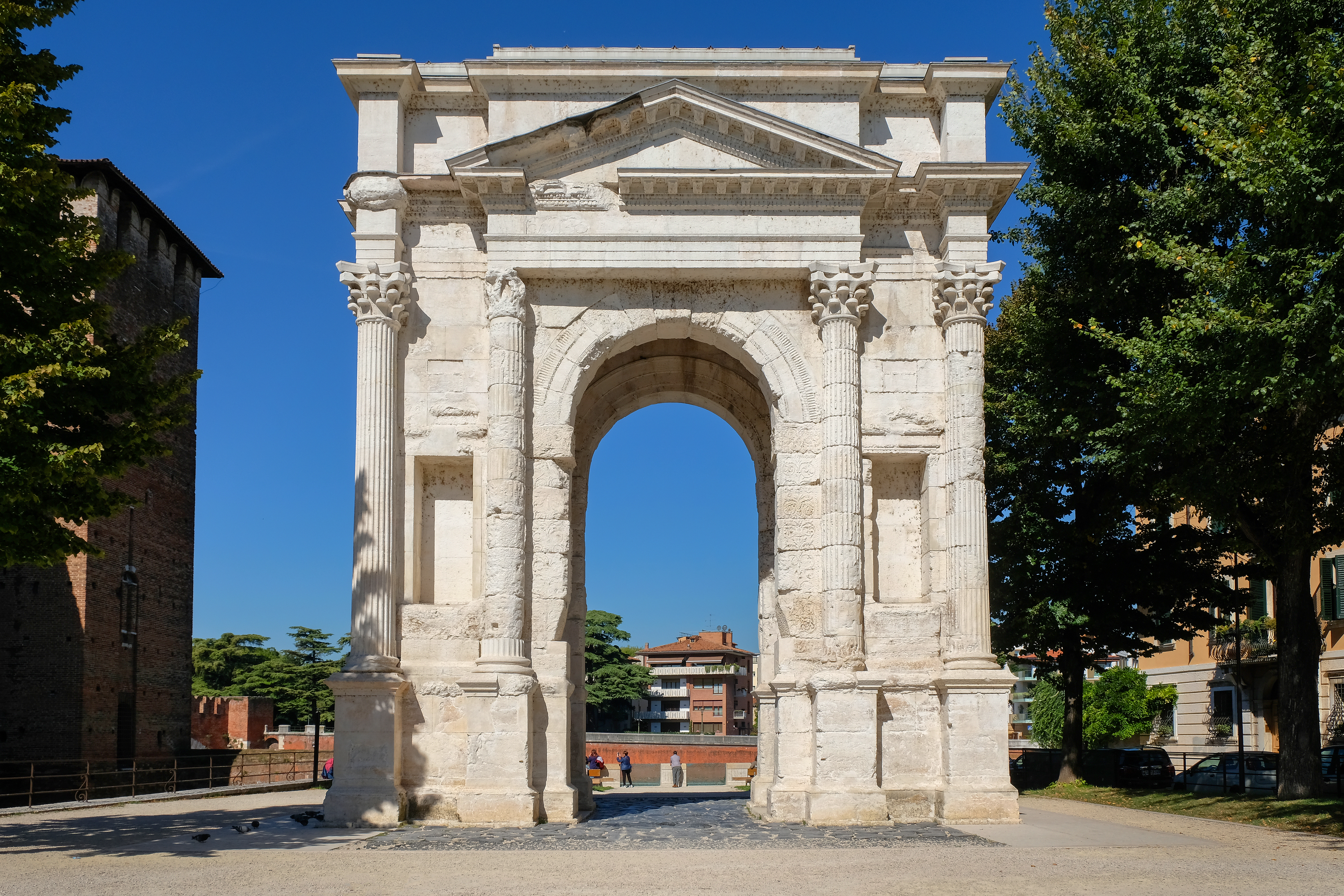
Arco dei Gavi

Arco dei GaviL'arco dei Gavi, situato lungo l'antica via Postumia poco fuori dalle mura della città romana, è un rarissimo caso di arco onorario e monumentale a destinazione privata nell'architettura romana, venne infatti realizzato intorno alla metà del I secolo per celebrare la gens Gavia. Durante il Rinascimento questa fu una delle più apprezzate tra le antichità veronesi, anche grazie alla presenza della firma di un Vitruvio, che rievoca il noto architetto romano autore del trattato De architectura. Il monumento fu quindi descritto da umanisti e antiquari, dettagliatamente riprodotto e studiato nei rapporti proporzionali e nelle decorazioni, infine ripreso come modello da architetti e pittori, quali Palladio, Sangallo, Serlio, Falconetto, Sanmicheli, ma anche Bellini e Mantegna. Grande influenza ebbe in particolare sull'arte veronese, venendo copiato lo schema complessivo per la realizzazione di portali, altari e cappelle nelle principali chiese di Verona. L'arco non sorge più nella sua posizione originaria in quanto venne demolito dal Genio Militare francese nel 1805, tuttavia i numerosi rilievi che erano stati prodotti precedentemente resero possibile la sua ricomposizione per anastilosi e restauro nel 1932, quando venne ricollocato nella piazzetta a lato di Castelvecchio.

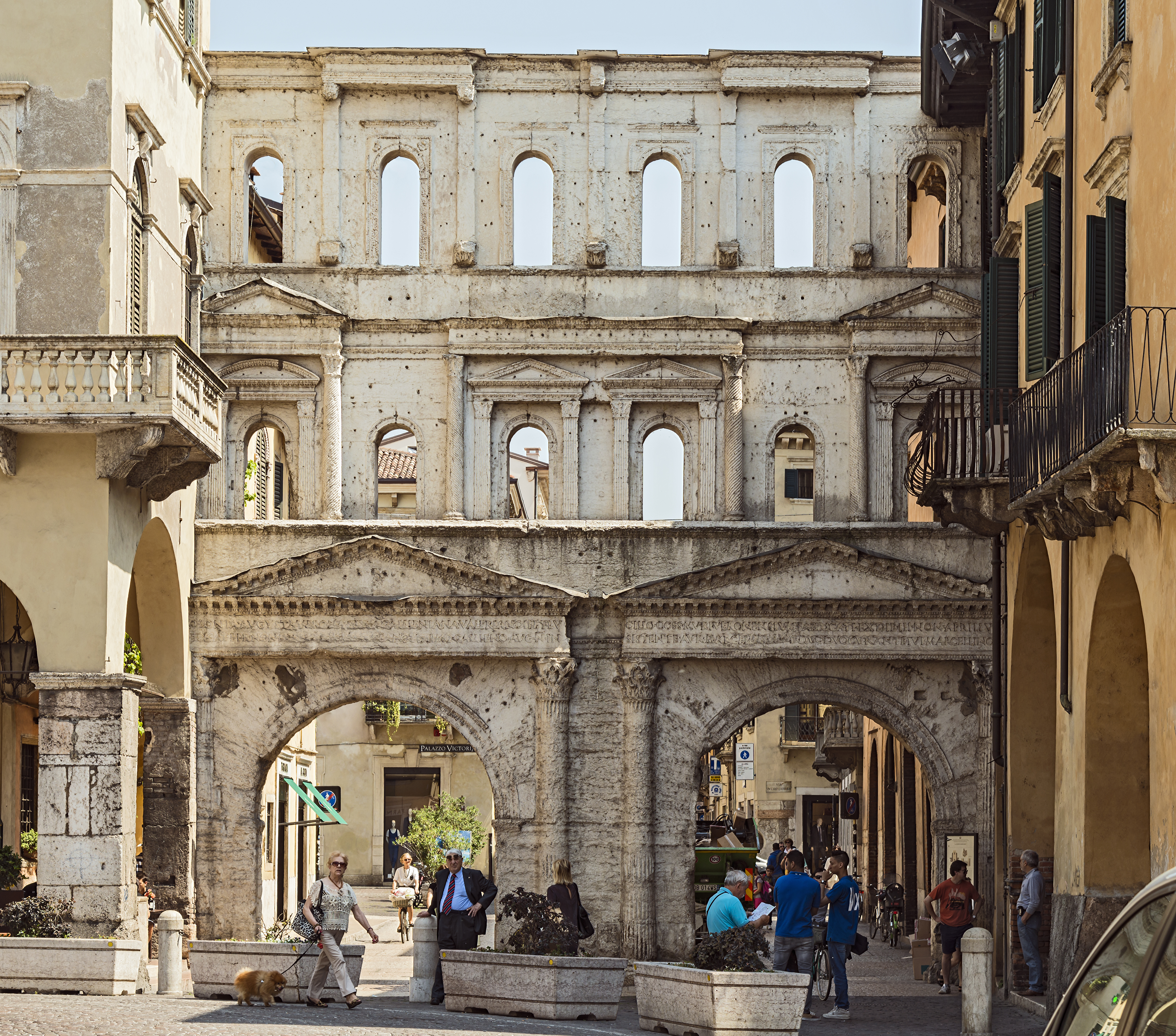
Porta Borsari

Porta BorsariPorta Borsari, in antichità conosciuta col nome di porta Iovia per la presenza del vicino tempio dedicato a Giove Lustrale, è una delle porte che si aprivano lungo le mura romane di Verona. Essa costituiva il principale ingresso della città romana, immettendo l'importante via Postumia sul decumano massimo, corrispondenti alle attuali corso Porta Borsari e corso Cavour. La costruzione della struttura risale alla seconda metà del I secolo a.C., tuttavia nel corso dei secoli la porta ha subito diverse mutilazioni e ad oggi è sopravvissuta solo la facciata ad agro di età imperiale, risalente alla prima metà del I secolo. La facciata, realizzata in pietra bianca della Valpantena, presenta al piano inferiore due fornici inquadrati in edicole e impostati su un alto zoccolo, e al di sopra si sviluppano altri due piani, ciascuno con sei finestre incorniciate da una fine decorazione.

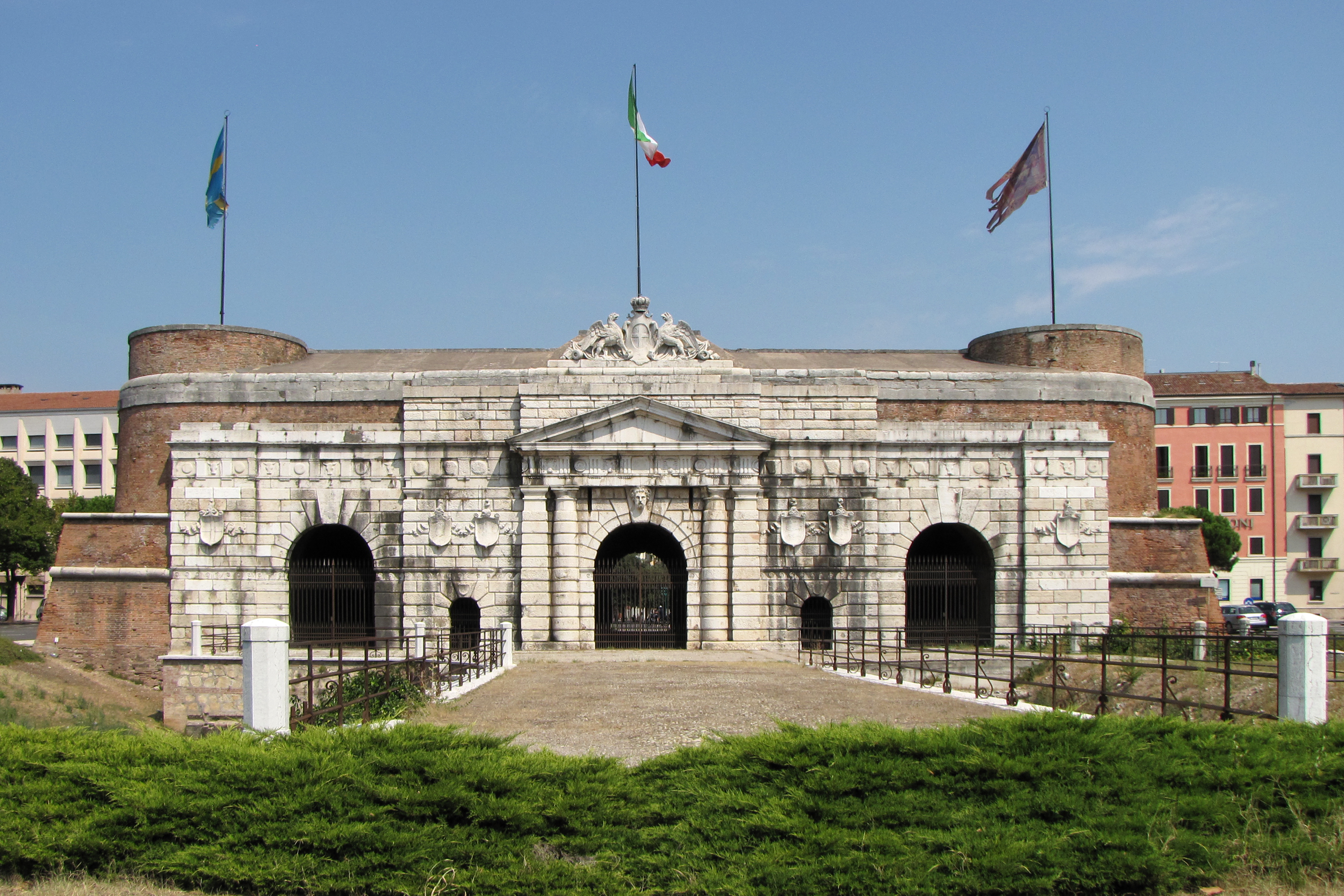
Porta Nuova

Porta NuovaPorta Nuova è una porta monumentale porta eretta tra il 1532 ed il 1540 su progetto dell'architetto Michele Sanmicheli nell'ambito di un importante rinnovamento della cinta muraria meridionale della città; essa fu giudicata molto positivamente da Giorgio Vasari, il quale asserisce che non vi fu già mai altr'opera di maggior grandezza né meglio intesa. Situata tra il bastione della Santissima Trinità e il bastione dei Riformati, proprio in questo ambito Sanmicheli ebbe la possibilità di porre in atto una nuova concezione urbanistica di Verona, che aveva come punto focale proprio porta Nuova, la quale dava accesso ad una lunga strada rettilinea, la via della Porta Nuova, che giungeva direttamente, attraverso i portoni della Bra, all'Arena e al cuore della città. La forma odierna della porta è simile all'originaria sanmicheliana, anche se durante l'occupazione austriaca subì notevoli alterazioni, in particolare nella facciata verso la campagna, dove vennero infatti aggiunti i due fornici laterali. L'opera recupera alcuni elementi dell'architettura dell'antica Roma, specialmente delle antichità veronesi: l'Arena di Verona, per l'utilizzo dell'ordine dorico e del bugnato; l'arco di Giove Ammone, evocato tramite l'utilizzo nella chiave di volta dell'arco centrale della facciata principale del volto di Giove Ammone, simbolo che allude a potenza, regalità e forza; la facciata più antica di porta Leoni, per l'uso del fregio a cane corrente.

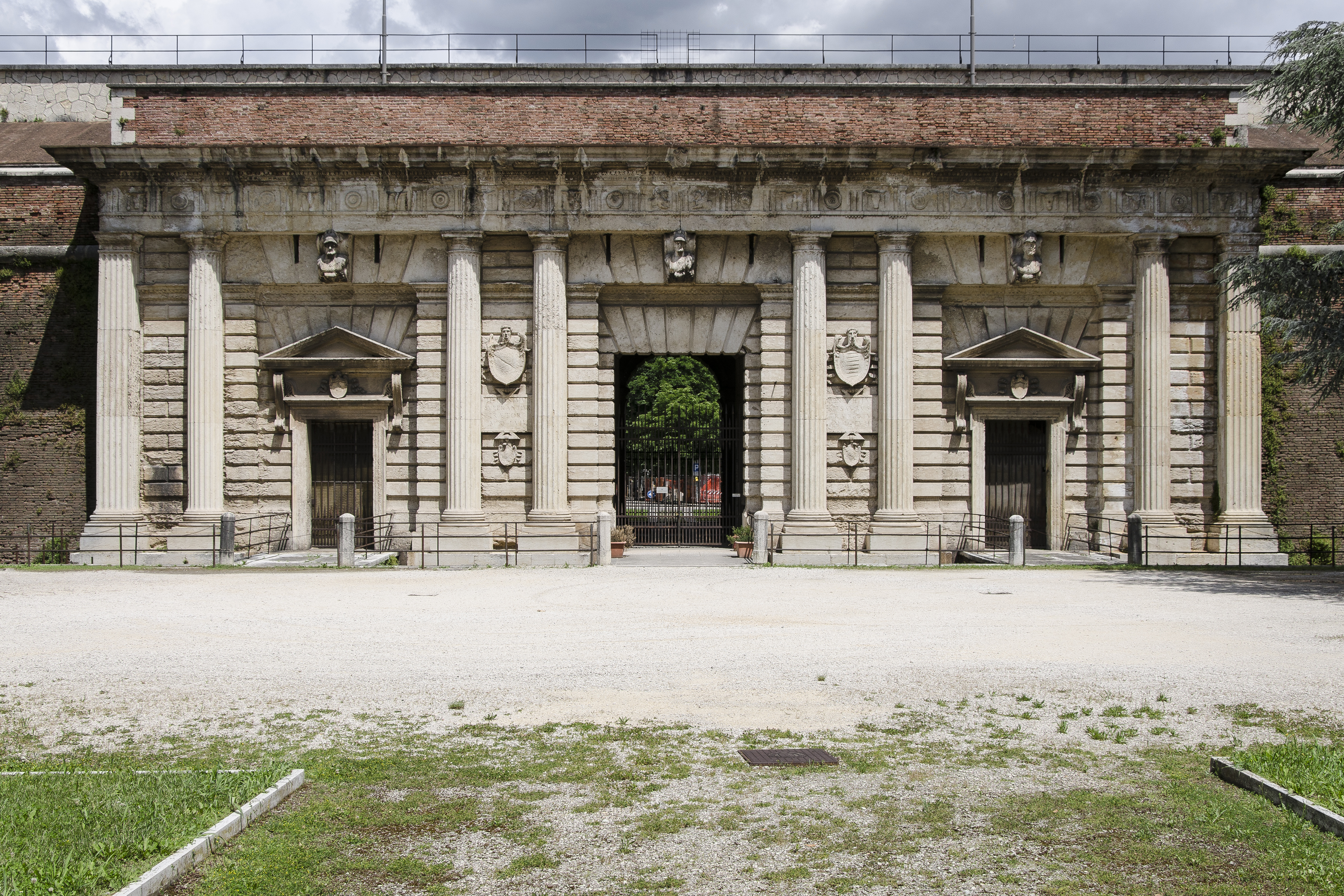
Porta Palio

Porta PalioPorta Palio è una monumentale porta fatta erigere tra il 1550 ed il 1561 su progetto dell'architetto Michele Sanmicheli. Questa porta sanmicheliana è il monumento più considerevole nato dalla ricerca rinascimentale sul tema del trionfo nella porta urbica, oltre che essere la più estrema manifestazione architettonica della politica del munire et ornare. La porta, inserita in posizione quasi centrale nella cortina tra il bastione di San Bernardino e il bastione di Santo Spirito, presenta due prospetti molto differenti: il prospetto verso campagna assume una scala monumentale e un trattamento quasi sfarzoso, nonostante la porta dovesse adempiere a una funzione militare, tanto che l'architetto prese come riferimento il prospetto di una delle terrazze del teatro romano di Verona; viceversa il prospetto verso città, articolato come un portico con cinque aperture ad arco terminate da grandi chiavi di volta aggettanti e divise tra di loro da coppie di semicolonne doriche, si presenta severo, la superficie del muro non viene alleggerita da decorazioni come nella facciata verso campagna e anzi è completamente ricoperta, comprese le semicolonne, di bugnato grezzo. Una facciata posteriore così severa contrapposta a una facciata anteriore così sontuosa è spiegabile con la teoria dell'architetto e teorico Sebastiano Serlio: la porta doveva segnalare il limite tra città e campagna, quindi dall'interno della città essa doveva apparire come l'opera di natura, mentre dalla campagna doveva apparire come l'opera di mano dell'uomo.
Altre porte
Tra le altre porte di particolare rilevanza di Verona si ricordano:
- Portoni della Bra sono una porta a due fornici realizzata lungo le mura comunali di Verona per poter collegare piazza Bra, dove sorge l'anfiteatro romano, a quella che al tempo era la campagna sub urbana. L'orologio a doppio quadrante installato tra i due fornici è stato donato dal conte Antonio Nogarola e inaugurato nel 1872;[135]
- Porta Leoni è una delle porte che si aprivano lungo le mura romane di Verona. Costruita nel I secolo a.C.[124] e ristrutturata nel secolo successivo,[136] collegava il cardine massimo della città con il vicus Veronensium, ovvero con la diramazione della via Claudia Augusta che proseguiva verso Hostilia. L'iscrizione rinvenuta sopra il pilone mediano durante lavori di restauro, è considerata l'atto di nascita di Verona romana;[137]
- Porta San Giorgio, il cui fronte verso campagna venne realizzato tra 1525 e 1526 su progetto di Giovanni Maria Falconetto, configurato secondo lo schema classico dell'arco trionfale, ma con l'inconsueto accostamento binato dei portali laterali architravati. La parte verso città rimase invece incompiuta e venne completata nel XIX secolo sotto la dominazione austriaca;[138]
- Porta San Zeno, inserita nella cortina tra il bastione di San Procolo ed il bastione di San Zeno, venne costruita nel 1542 su progetto dell'architetto veronese Michele Sanmicheli. I prospetti riprendono lo schema compositivo classico dell'arco trionfale, con fornice maggiore centrale ad arco a tutto sesto e due portali laterali quadrati;[139]
- Porta Vescovo, inserita tra il bastione delle Maddalene e la rondella di Santa Toscana, venne realizzata in epoca veneziana in stile rinascimentale e fortemente rinnovata durante gli anni della dominazione austriaca con aggiunte in stile neoromanico, dall'aspetto vagamente medievale, in particolare nel prospetto verso città.[128]

### Edifici

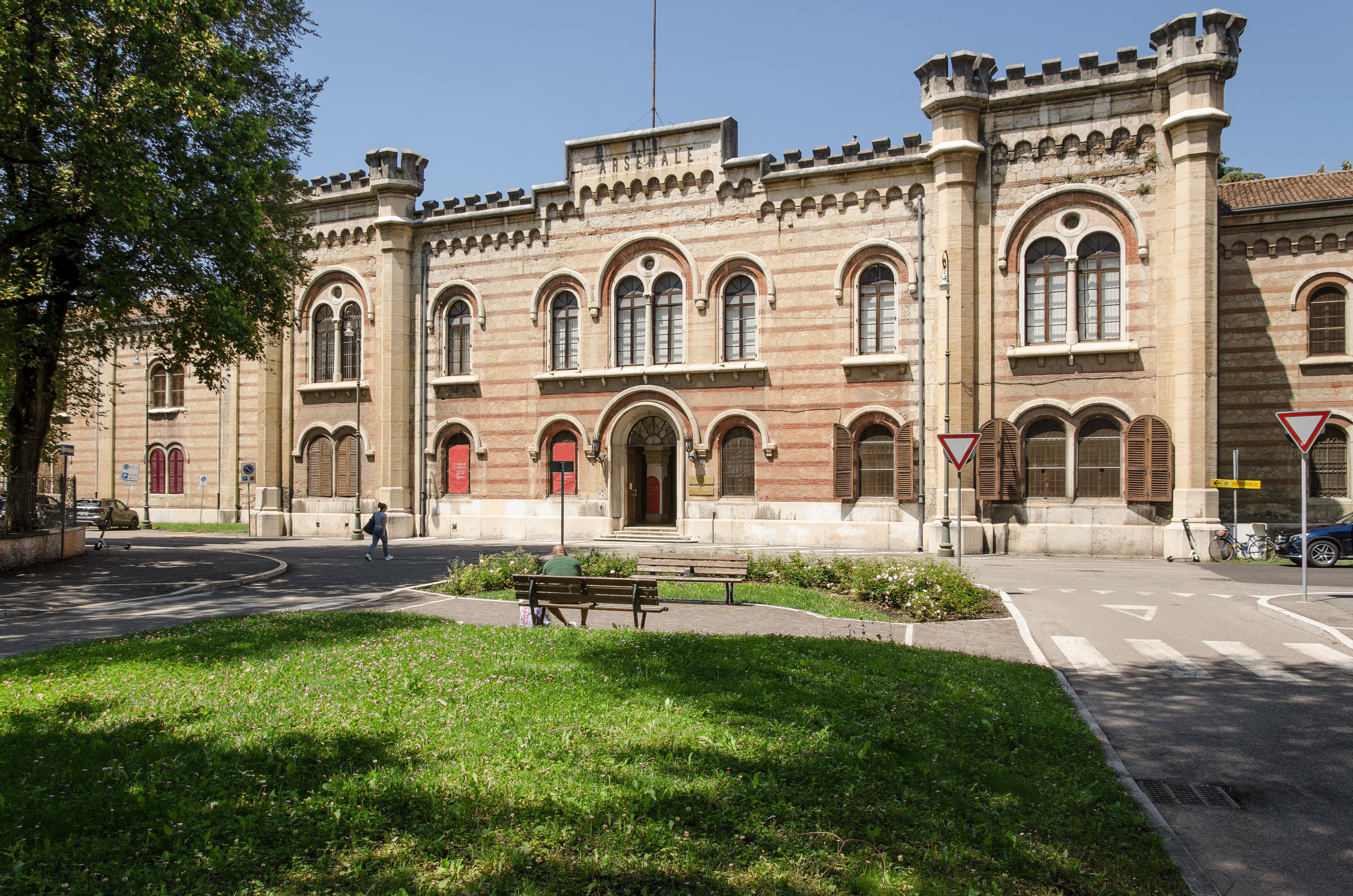
Arsenale Franz Josef I

Arsenale austriacoL'arsenale Franz Josef I venne costruito in stile neoromanico intorno alla metà del XIX secolo dagli austriaci, durante gli anni di dominio imperiale sul regno Lombardo-Veneto, quindi in un momento in cui Verona assunse il ruolo di fortezza militare strategica. Il complesso, situato in asse con il ponte di Castelvecchio e conseguentemente a breve distanza dall'omonimo castello, si inserisce coerentemente nel contesto della fortezza scaligera, assumendo quasi l'aspetto di un castello medievale, con dettagli decorativi che ricordano l'architettura romanica e materiali tipici dell'edilizia veronese. L'arsenale sorge su una superficie molto ampia ed ha una configurazione planimetrica simile a quella dell'Arsenale di Vienna: l'impianto è organizzato lungo assi con ampi cortili che separano i nove edifici che contenevano magazzini, depositi e laboratori immersi nel verde, il tutto compreso entro un recinto difensivo.

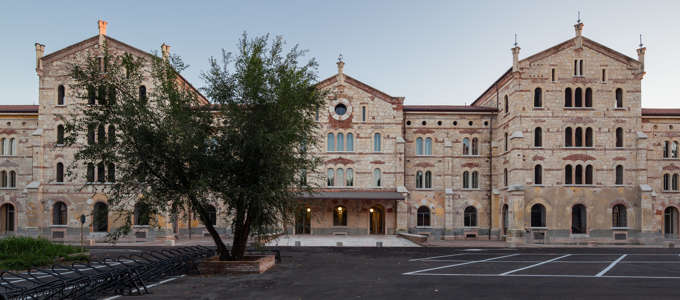
Provianda di Santa Marta

Provianda di Santa MartaLa provianda di Santa Marta è un complesso di archeologia industriale situato nel quartiere di Veronetta, progettato nel XIX secolo dalla Genie Direction austriaca in stile neoromanico e costruita nella seconda metà dello stesso secolo. In origine il complesso era destinato alla produzione di pane e gallette, al deposito e all'amministrazione di altri generi di sussistenza per l'esercito imperiale di stanza in Italia settentrionale, mentre oggi ospita i dipartimenti e la biblioteca di economia dell'Università degli Studi di Verona. La localizzazione che venne scelta si basò sull'ampia disponibilità di spazi in questo luogo, alla vicinanza alla stazione di Verona Porta Vescovo e alla possibilità di un collegamento diretto con essa, e alla protezione garantita dalla cinta muraria magistrale.

## Siti archeologici
Tra i siti archeologici di particolare rilevanza di Verona si ricordano:
- Foro di Verona, centro della vita politica ed economica della Verona romana. Nel corso dei secoli questo spazio si è lentamente trasformato, gli edifici romani hanno lasciato il posto a quelli medievali e moderni, assumendo così la connotazione e il nome attuale di piazza delle Erbe. Sulla piazza si affacciavano il Capitolium, di cui sono visitabili le fondazioni situate nelle cantine di palazzo Maffei,[144] la Curia, di cui rimangono alcune strutture all'interno di un ristorante,[145] e la Basilica, di cui si sono invece perse le testimonianze a causa delle pesanti operazioni di ristrutturazione dell'antico ghetto ebraico;[146]
- Domus di Castelvecchio, una domus di età romana, probabilmente disposta su più livelli di terrazze comprese tra l'Adige e la via Postumia, che è stata rinvenuta durante i lavori di risistemazione del giardino al cui centro si trova l'arco dei Gavi. L'elemento più interessante, un pavimento in mosaico, è stato asportato durante gli scavi archeologici ed è conservato all'interno del museo di Castelvecchio, mentre il resto dell'edificio è stato ricoperto;[147]
- Domus di piazza Nogara, uno degli esempi meglio conservati di edilizia privata romana a Verona e in Italia Settentrionale. Venne realizzata nel I secolo a.C. e ristrutturata tra il II e il III secolo, quando vennero aggiunti dei mosaici che si sono conservati in maniera eccellente. I resti si trovano negli ambienti sotterranei della sede della Banca Popolare di Verona;[148]
- Villa romana di Valdonega, una villa romana realizzata nel I secolo in un'area collinare suburbana. Dell'edificio si sono conservati tre ambienti che si affacciano su uno spazio porticato, verosimilmente aperto verso il giardino;[149]
- Ipogeo di Santa Maria in Stelle, una struttura sotterranea costruita nel III secolo di difficile interpretazione. Non è infatti chiaro se svolse la funzione di complesso funerario, di acquedotto o di ninfeo, tuttavia a partire dal secolo successivo venne adattato a cappella paleocristiana per il culto religioso, rimanendo in funzione fino al XII secolo;[150]
- Lazzaretto di Verona, realizzato nel XVI secolo su progetto, secondo Giorgio Vasari, dell'architetto veronese Michele Sanmicheli. Venne collocato in un luogo isolato e raggiungibile tramite il fiume e completato in tempo per la terribile peste del 1630, che causò la morte di più della metà della popolazione di Verona. Il complesso è allo stato di rudere e rimane integro solo il tempio centrale, a causa di alcune esplosioni avvenute durante la seconda guerra mondiale, quando veniva utilizzato come deposito di esplosivi.[151]